# Fontvieille
Pour les articles homonymes, voir Fontvieille (homonymie).
Fontvieille est une commune française située dans le département des Bouches-du-Rhône en région Provence-Alpes-Côte d'Azur.
Située au sud-ouest du massif des Alpilles et au nord de la Crau, à proximité d'Arles, c'est une commune qui vit principalement d'agriculture (plusieurs AOC) et de tourisme (moulin de Daudet, etc.).

## Géographie
Les communes limitrophes sont  Arles, Les Baux-de-Provence, Paradou, Saint-Étienne-du-Grès et Tarascon.

### Accès et transports

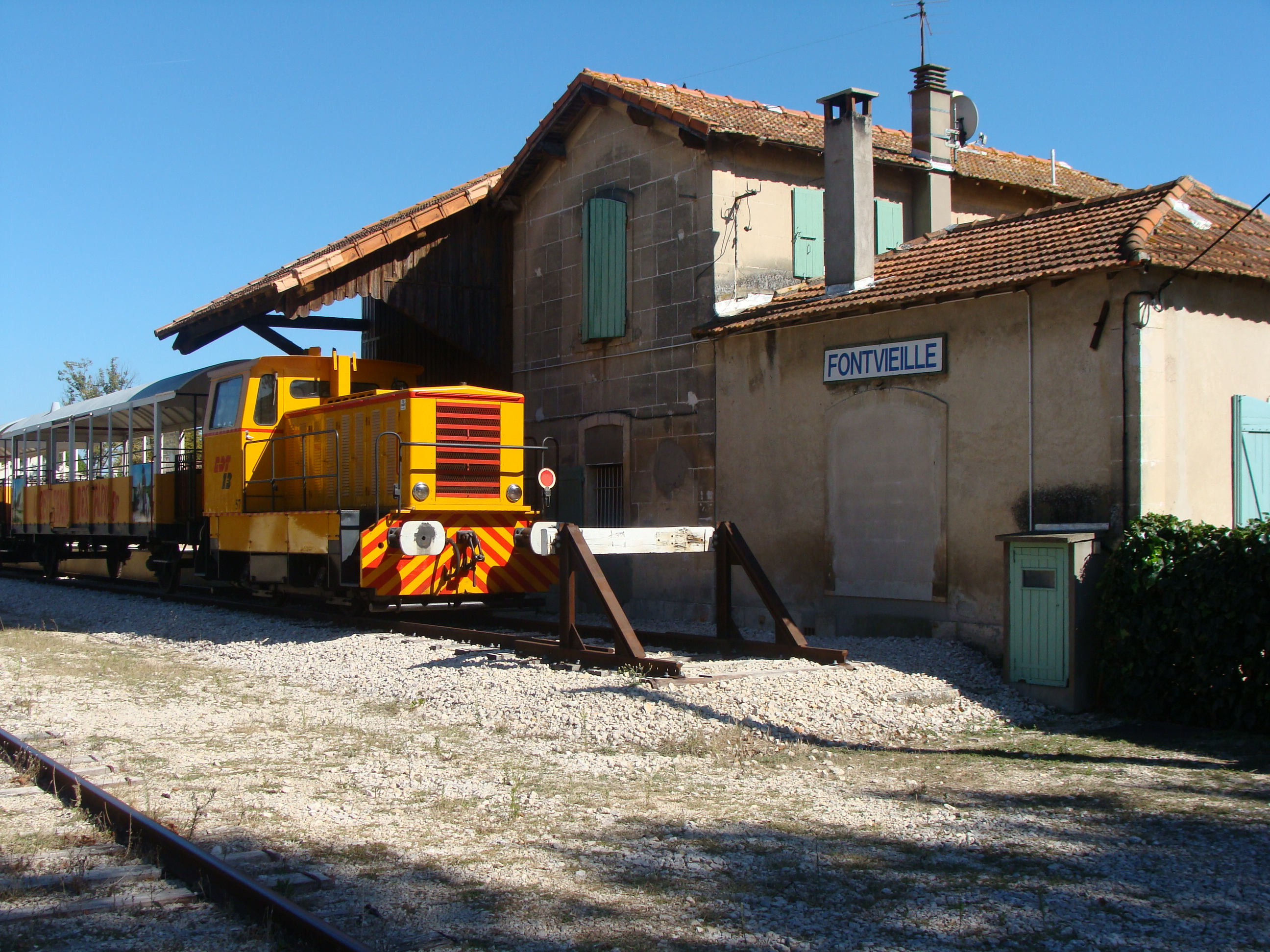
La gare de Fontvieille.

La commune de Fontvieille est située en France, entre les communes d'Arles, au sud et à l'ouest, du Paradou, à l'est, des Baux-de-Provence, au nord-est, et de Saint-Étienne-du-Grès, au nord.
La route départementale 17 traverse la commune et le village sur un axe est-ouest. Les routes départementales 33 et 33a, 78f, 82 et 82a passent aussi sur la commune.
Fontvieille possède une gare, construite en 1875 et située sur la ligne d'Arles à Salon-de-Provence. À l'est, si cette voie ferrée dépasse le bourg, elle ne dépasse cependant pas les limites de la commune (voir Période moderne).
L'autoroute la plus proche est la A54, puis ce sont la A7 à l'est et la A9 à l'ouest.

### Relief et géologie

Fontvieille est située au nord et en dehors de la Crau, au sud-ouest du massif des Alpilles.

C'est en son nord que se trouvent les plus importants reliefs (dont les mont Valence et Montpaon clairement visibles depuis la plaine du bourg), mais on en trouve aussi au centre-est (les Crottes d'Aubert) et au sud-ouest (le mont des Cordes ou Mont Cordes).

### Hydrographie
Fontvieille est arrosée par le gaudre d'Auge, sous-affluent du Rhône, long de 10 km.
On trouve aussi plusieurs canaux sur la commune comme le canal de la vallée de Baux ou juste en bordure comme le canal du Viguiérat.

### Climat
Pour des articles plus généraux, voir Climat de Provence-Alpes-Côte d'Azur et Climat des Bouches-du-Rhône.
En 2010, le climat de la commune est de type climat méditerranéen franc, selon une étude du Centre national de la recherche scientifique s'appuyant sur une série de données couvrant la période 1971-2000. En 2020, Météo-France publie une typologie des climats de la France métropolitaine dans laquelle la commune est exposée à un climat méditerranéen et est dans la région climatique Provence, Languedoc-Roussillon, caractérisée par une pluviométrie faible en été, un très bon ensoleillement (2 600 h/an), un été chaud (21,5 °C), un air très sec en été, sec en toutes saisons, des vents forts (fréquence de 40 à 50 % de vents > 5 m/s) et peu de brouillards.
Pour la période 1971-2000, la température annuelle moyenne est de 14,1 °C, avec une amplitude thermique annuelle de 17,5 °C. Le cumul annuel moyen de précipitations est de 654 mm, avec 5,9 jours de précipitations en janvier et 2,2 jours en juillet. Pour la période 1991-2020, la température moyenne annuelle observée sur la station météorologique de Météo-France la plus proche, « Arles », sur la commune d'Arles à 9 km à vol d'oiseau, est de 15,2 °C et le cumul annuel moyen de précipitations est de 569,6 mm. 
La température maximale relevée sur cette station est de 42,8 °C, atteinte le 28 juin 2019 ; la température minimale est de −12 °C, atteinte le 5 février 1963,,.
Les paramètres climatiques de la commune ont été estimés pour le milieu du siècle (2041-2070) selon différents scénarios d'émission de gaz à effet de serre à partir des nouvelles projections climatiques de référence DRIAS-2020. Ils sont consultables sur un site dédié publié par Météo-France en novembre 2022.

#### Le mistral
Le mistral y souffle violemment du nord ou du nord-ouest, particulièrement en hiver et au printemps. Le mistral souffle fortement cent jours par an en moyenne et faiblement 83 jours, ce qui ne laisse que 182 jours sans vent par an.
On distingue deux types de mistral : le « mistral blanc », qui dégage le ciel en totalité et accentue la luminosité, et le « mistral noir », plus rare, qui est accompagné de pluie.

#### Données météorologiques
Le tableau ci-dessous indique les températures et les précipitations pour la période 1971-2000 :
| Mois                              | jan. | fév. | mars | avril | mai | juin | jui. | août | sep. | oct. | nov. | déc. | année |
| --------------------------------- | ---- | ---- | ---- | ----- | --- | ---- | ---- | ---- | ---- | ---- | ---- | ---- | ----- |
| Température minimale moyenne (°C) | 1    | 3    | 4    | 7     | 10  | 14   | 16   | 15   | 13   | 9    | 5    | 4    | 8,4   |
| Température moyenne (°C)          | 6    | 8    | 10   | 12,5  | 16  | 20   | 24   | 22,5 | 19   | 14,5 | 9,5  | 8    | 14,2  |
| Température maximale moyenne (°C) | 11   | 13   | 16   | 18    | 22  | 26   | 32   | 30   | 25   | 20   | 14   | 12   | 19,9  |
| Précipitations (mm)               | 59   | 47   | 44   | 63    | 42  | 31   | 16   | 37   | 64   | 98   | 58   | 54   | 623,4 |

| Diagramme climatique                                  |       |       |       |        |        |      |        |        |       |       |       |
| J                                                     | F     | M     | A     | M      | J      | J    | A      | S      | O     | N     | D     |
| 11159                                                 | 13347 | 16444 | 18763 | 221042 | 261431 | 3216 | 301537 | 251364 | 20998 | 14558 | 12454 |
| Moyennes : • Temp. maxi et mini °C • Précipitation mm |       |       |       |        |        |      |        |        |       |       |       |

### Flore et faune

#### Faune
De nombreuses espèces animales habitent dans les Alpilles et peuvent être observées sur le territoire de la commune. La plus réputée est l'aigle de Bonelli, espèce protégée, comme le vautour percnoptère, le faucon crécerellette et le hibou grand-duc.
Les rochers arides abritent une espèce de lézard emblématique des Alpilles, le lézard ocellé, lui aussi considéré comme menacé et protégé.
Des espèces végétales protégées, comme la nivéole d’été (Leucojum aestivum) ou l'hélianthème à feuilles de Marum (Helianthemum lavandulaefolium), s'y rencontrent au fond des vallons.

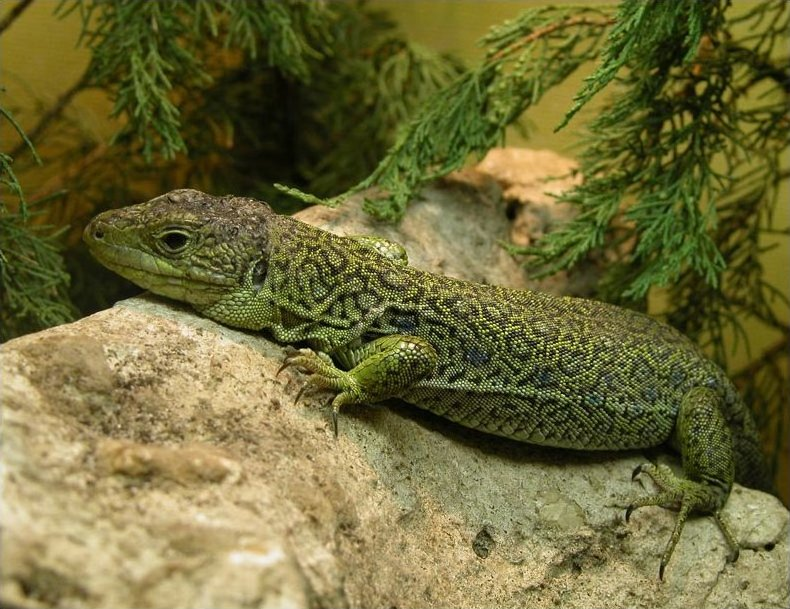
Lézard ocellé.
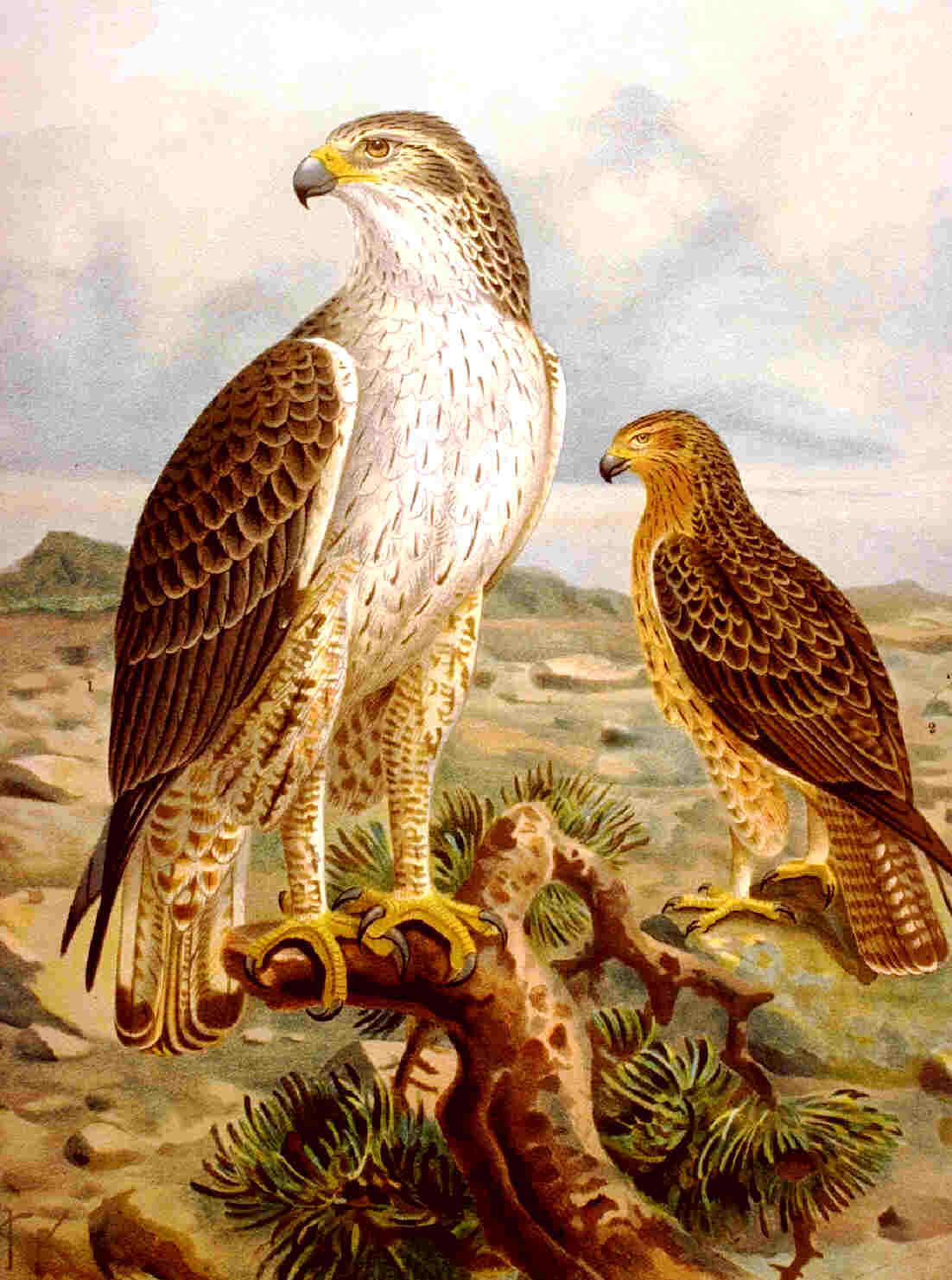
Aigle de Bonelli.
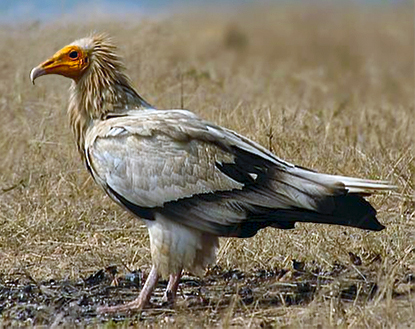
Vautour percnoptère.
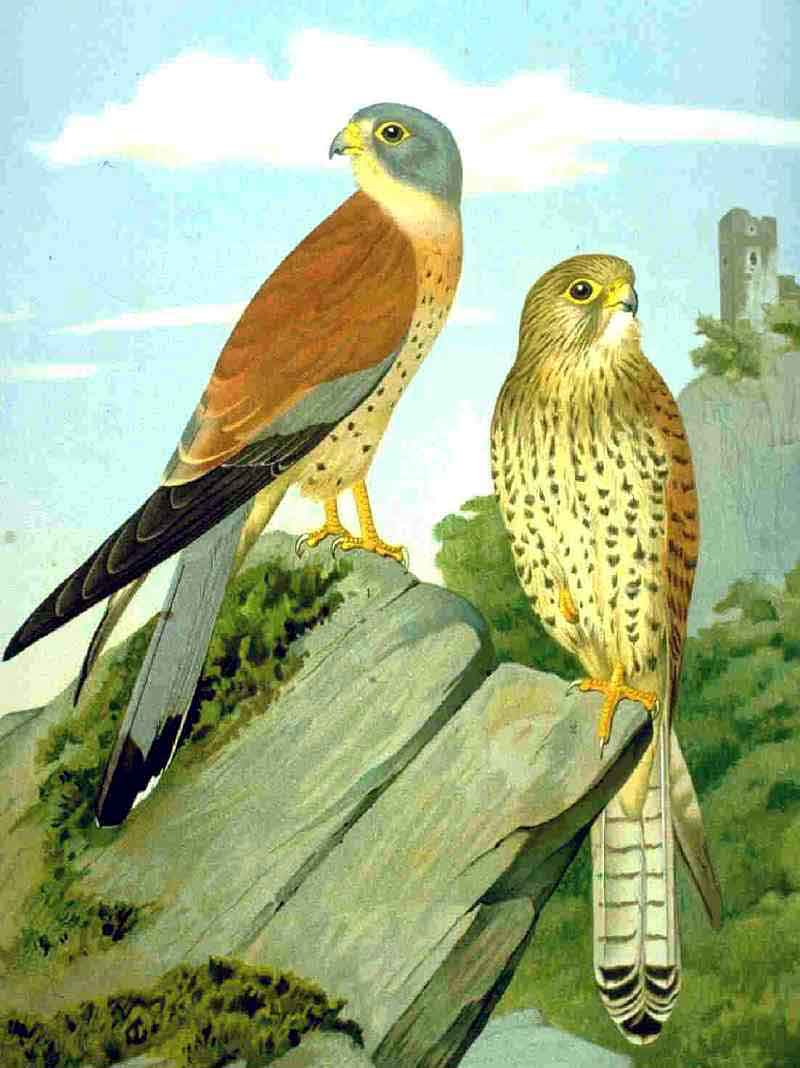
Faucon crécerellette.
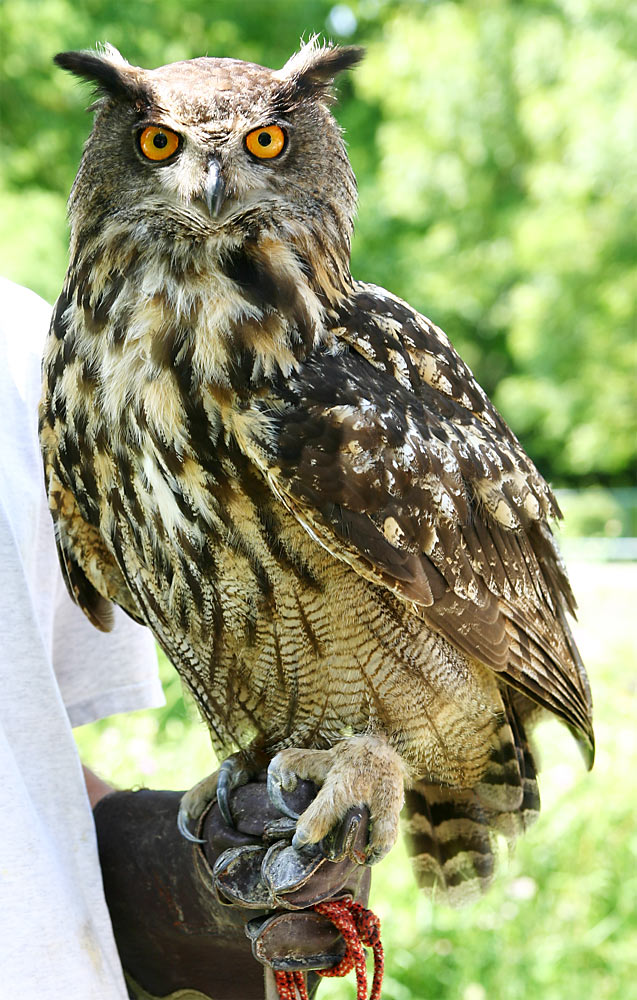
Hibou grand-duc.

##### Espèces chassées
Le territoire de Fontvieille, et notamment ses vallons, compte de nombreux mammifères. Le sanglier y abonde, sa population est en progression. Inversement, le nombre de lièvres et de lapins tend à décroître. La raison semble en être l'épidémie de myxomatose de 1953 qui a causé des ravages dans la population et, depuis la fin du XXe siècle, le VHD viral qui provoque la diminution de l'espèce. La raréfaction des rongeurs pourrait poser problème à terme pour la survie des espèces de rapaces qui s'en nourrissent.

##### Autres espèces animales
On ne peut évoquer la faune de Fontvieille sans citer des espèces telles que le renard, le blaireau européen, la fouine, ou encore le campagnol ou la musaraigne. Quantité de chauves-souris y nichent.

#### Flore
La flore fontvieilloise est, pour l'essentiel, xérique et méditerranéenne. Le botaniste Bernard Girerd y a dénombré 800 espèces végétales en 1992. Hormis l'olivier, caractéristique du paysage fontvieillois, on note la présence de micocouliers, de chênes kermès de petite taille, d'amélanchiers.
Des espèces végétales protégées, comme la nivéole d’été (Leucojum aestivum) ou l'hélianthème à feuilles de Marum (Helianthemum lavandulaefolium), s'y rencontrent au fond des vallons.

## Urbanisme

### Typologie
Au 1er janvier 2024, Fontvieille est catégorisée bourg rural, selon la nouvelle grille communale de densité à 7 niveaux définie par l'Insee en 2022.
Elle appartient à l'unité urbaine de Fontvieille, une unité urbaine monocommunale constituant une ville isolée,. Par ailleurs la commune fait partie de l'aire d'attraction d'Arles, dont elle est une commune de la couronne,. Cette aire, qui regroupe 4 communes, est catégorisée dans les aires de 50 000 à moins de 200 000 habitants,.

### Occupation des sols

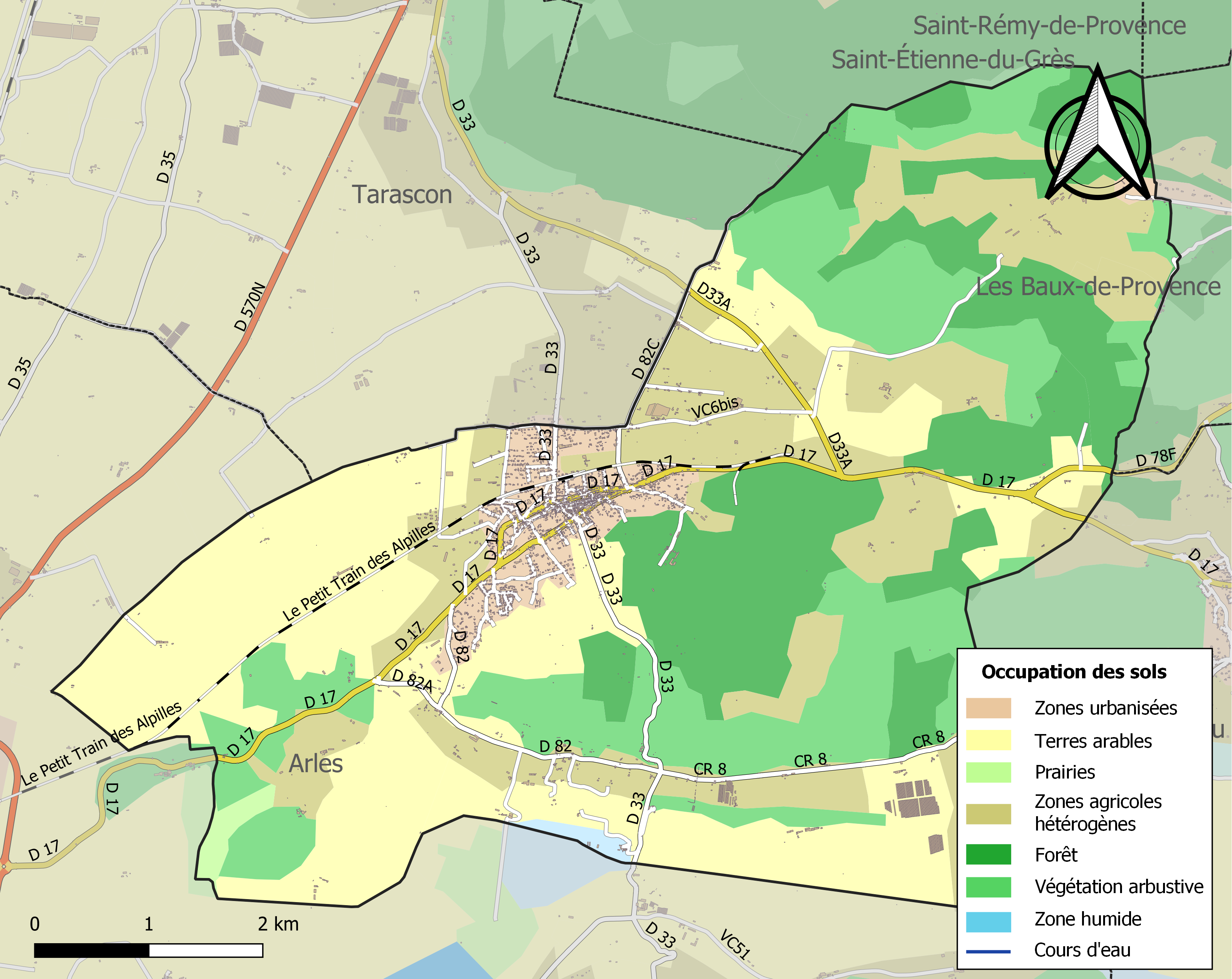
Carte des infrastructures et de l'occupation des sols de la commune en 2018 (CLC).

Le tableau ci-dessous présente l'occupation des sols de la commune en 2018, telle qu'elle ressort de la base de données européenne d’occupation biophysique des sols Corine Land Cover (CLC).
| Type d’occupation                                                                   | Pourcentage | Superficie (en hectares) |
| ----------------------------------------------------------------------------------- | ----------- | ------------------------ |
| Tissu urbain discontinu                                                             | 4,9 %       | 197                      |
| Terres arables hors périmètres d'irrigation                                         | 18,8 %      | 758                      |
| Rizières                                                                            | 4,2 %       | 168                      |
| Oliveraies                                                                          | 7,8 %       | 315                      |
| Prairies et autres surfaces toujours en herbe                                       | 0,5 %       | 22                       |
| Systèmes culturaux et parcellaires complexes                                        | 18,8 %      | 751                      |
| Surfaces essentiellement agricoles interrompues par des espaces naturels importants | 5,1 %       | 205                      |
| Forêts de conifères                                                                 | 17,7 %      | 714                      |
| Forêts mélangées                                                                    | 2,2 %       | 89                       |
| Pelouses et pâturages naturels                                                      | 0,7 %       | 28                       |
| Végétation sclérophylle                                                             | 5,1 %       | 206                      |
| Forêt et végétation arbustive en mutation                                           | 13,9 %      | 561                      |
| Marais intérieurs                                                                   | 0,4 %       | 15                       |
| Source : Corine Land Cover                                                          |             |                          |

Les zones agricoles hétérogènes occupent 23,9 % de la surface communale, les terres arables 23,0 %, les forêts 19,9 %, les milieux à végétation arbustive et/ou herbacée  19,7 %, les cultures permanentes 7,8 %, les zones urbanisées 4,9 %, les prairies 0,5 % et les zones humides intérieures 0,4 %.

## Histoire

### Préhistoire

#### Hypogées de Fontvieille

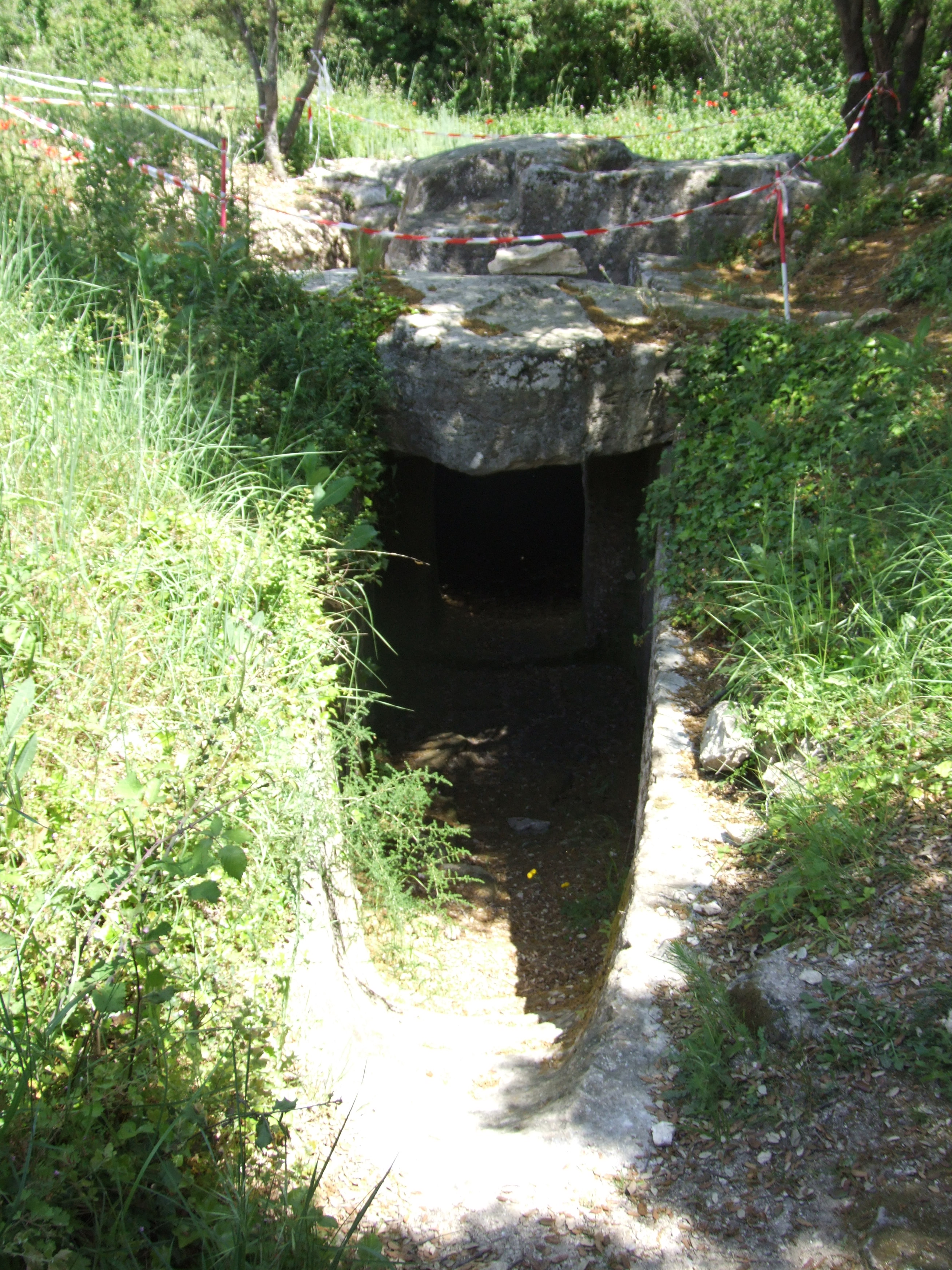
Entrée de l'hypogée du Castelet.

Sur le territoire de la commune, au mont Cordes, ont été identifiées des allées couvertes ou hypogées. Ces sépultures souterraines ont plus de 4 000 ans,. Au nombre de cinq, elles ont été édifiées par les Ligures qui vivaient sur cet îlot, au milieu des marécages.
- La grotte des Fées a été entièrement creusée et aménagée sur une longueur de 45 mètres et sur deux à trois mètres de large. Sur son plafond des gravures ont été identifiées comme les signes d'un zodiaque primitif et sur la paroi du fond apparaît une double spirale[20].
- Coutignargues, creusé dans la terre meuble, était recouvert d'un tumulus dont il ne reste rien, sinon un menhir qui devait en marquer l'entrée. Il a été jeté à terre, à une époque inconnue. Mesurant trois mètres de long, il porte toujours ses attributs phalliques[20].
- Les hypogées du Bounias et de la Source, creusés dans le roc, possèdent encore une large rigole circulaire délimitant l'ancien tumulus qui les recouvrait[20].
- Le Castellet a la particularité de posséder de nombreuses gravures. Parmi celles-ci des croix cerclées, cupules, fer à cheval, cercles et rouelles. Certaines représentent le sexe féminin[20].

En dépit des fouilles sauvages faites de tout temps, des curieux recherchant ici les trésors de la Chèvre d’or, les fouilles archéologiques ont pu exhumer près de cinq cents vertèbres de gros poissons qui jouxtaient des coquilles d'escargots percées ayant servi d'ornement aux corps inhumés.

#### Protohistoire à Fontvieille
Fontvieille est en outre une des rares communes des Alpilles ayant eu de façon certaine une population installée sur un site de plaine. Sur les rives d'un canal à Figuerolle, l'archéologue Otello Badan a ainsi retrouvé une sépulture d'enfant qui contenait une quarantaine de perles de coquillage et qu'il date du Néolithique final. À la même époque, un habitat existait au Grand Barbegal. Il contenait au moins une sépulture individuelle en coffre. La présence d'une épingle en bronze en a permis la datation.
Lors de la seconde partie du premier âge du Fer (VIIe – VIe siècles av. J.-C.), la population se sédentarise et se met à construire en dur. Les villages se structurent. Alors que des traces de cabanes ont été identifiées au mont Valence, cette période les voit disparaître. Le processus d'installation permanente est à mettre en parallèle avec l'intensification des échanges économiques avec les commerçants méditerranéens. En échange de produits de luxe, les habitants des Alpilles produisent des céréales et passent d'un état d'autarcie à une véritable économie d'échange.
Au cours des siècles suivants, la population des Alpilles diminue de façon conséquente : le comptoir grec d'Arles attire de nombreux habitants venus de toute la région. Mais dès la fin de l'Âge du fer (IIe – Ier siècles av. J.-C.), plusieurs sites des Alpilles commencent à être occupés à nouveau. Plusieurs villages se développent et des monuments sont construits dans un style tardo-hellénistique. On retrouve notamment sur plusieurs sites des dalles de toiture en calcaire tendre scié, preuve de cette influence grecque.

### Antiquité
Au premier âge du fer, si les habitats préhistoriques continuent d'être habités pour la plupart, de nouveaux sites sont colonisés, comme le plateau du Castelet, un plateau de faible altitude ou sur le mont de Cordes. Dans les siècles qui précèdent l'arrivée des Romains, le territoire de Fontvieille, comme l'ensemble des Alpilles, est peuplé de Ligures, de Celtes et de Celto-Ligures. Fontvieille fait alors sans doute partie du territoire des Nearchi dont Ernaginum constitue la frontière nord, mais aussi, peut-être, des Anatilii, qui vivent jusqu'au nord de la Crau, dont les Alpilles constituent la frontière naturelle. D'importants oppida font leur apparition dans les Alpilles, tel celui du mont Valence, à la superficie importante, mais à la structure interne rudimentaire. Pourtant, dès le VIe siècle av. J.-C., des habitations plus solides que le torchis traditionnel font leur apparition. Alors que la Protohistoire est fortement marquée par le pastoralisme et l'agriculture dans les Alpilles, on extrait de la pierre calcaire dans des carrières aux alentours de Fontvieille, notamment au mont de Cordes et à l'est du village actuel.

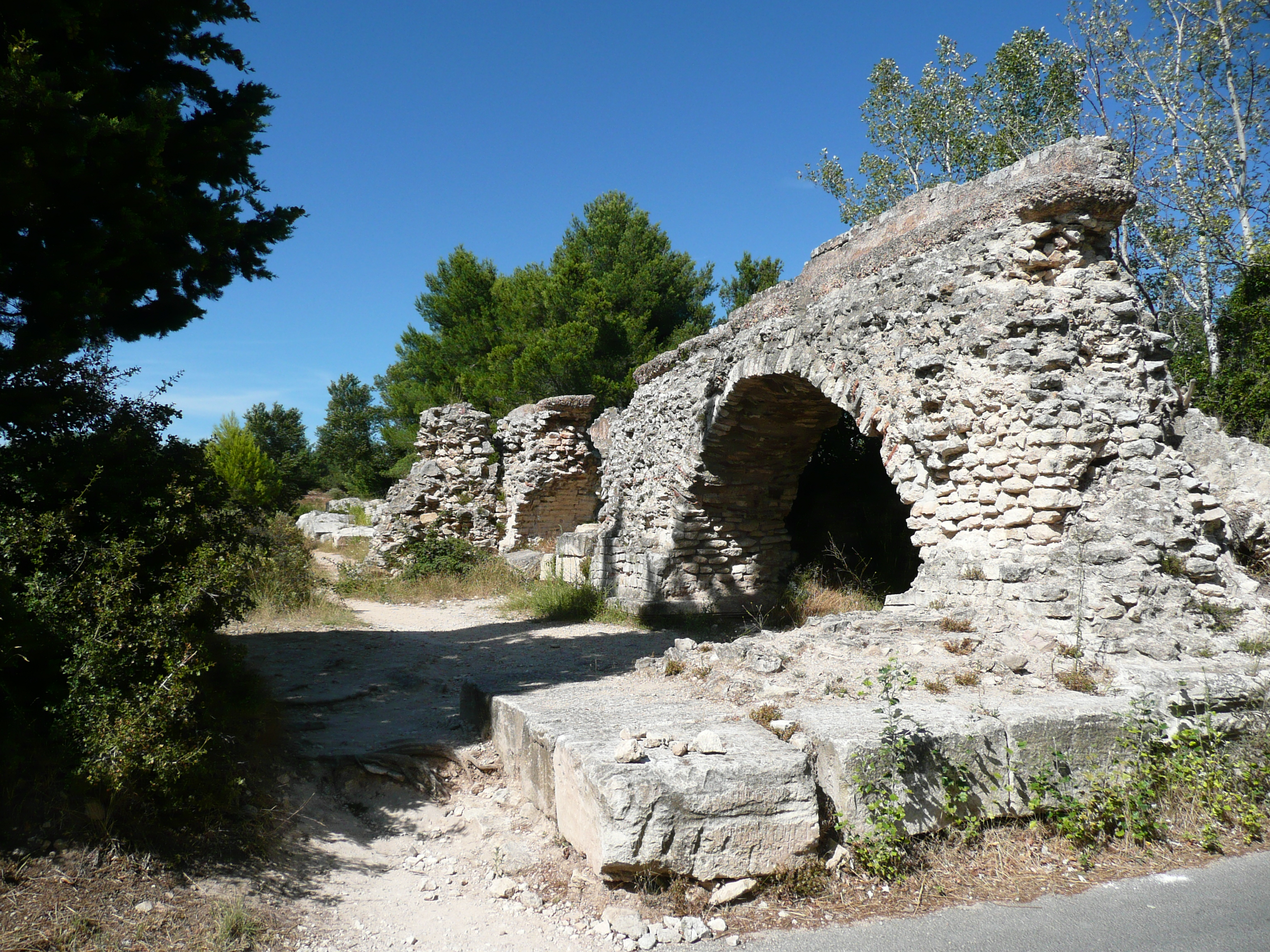
Aqueduc de Barbegal.

La colonisation romaine a laissé des traces importantes sur le territoire de Fontvieille qui était alors rattaché à Arles. Dans la partie sud de la commune se trouvent les vestiges de l'aqueduc qui alimentait en eau la cité arlésienne et la meunerie de Barbegal. Cet ensemble comportait seize moulins. Il en reste deux séries de biefs et les chambres de meunerie. C'était la plus importante usine hydraulique romaine construite au IIIe siècle. Barbegal fut détruit au Ve siècle lors des grandes invasions et définitivement abandonné.
Le second vestige d'importance est l'Autel de la Coquille qui se situe au quartier des Taillades. Sculpté par des carriers gallo-romains, il est surmonté d'une grande coquille de Pecten, c'est-à-dire d'une coquille Saint-Jacques. Celle-ci qui symbolisait le berceau de Vénus a été annexée, au Moyen Âge, par les pèlerins qui se rendait à Compostelle, au départ d'Arles, par la Via Tolosana.

### Moyen Âge

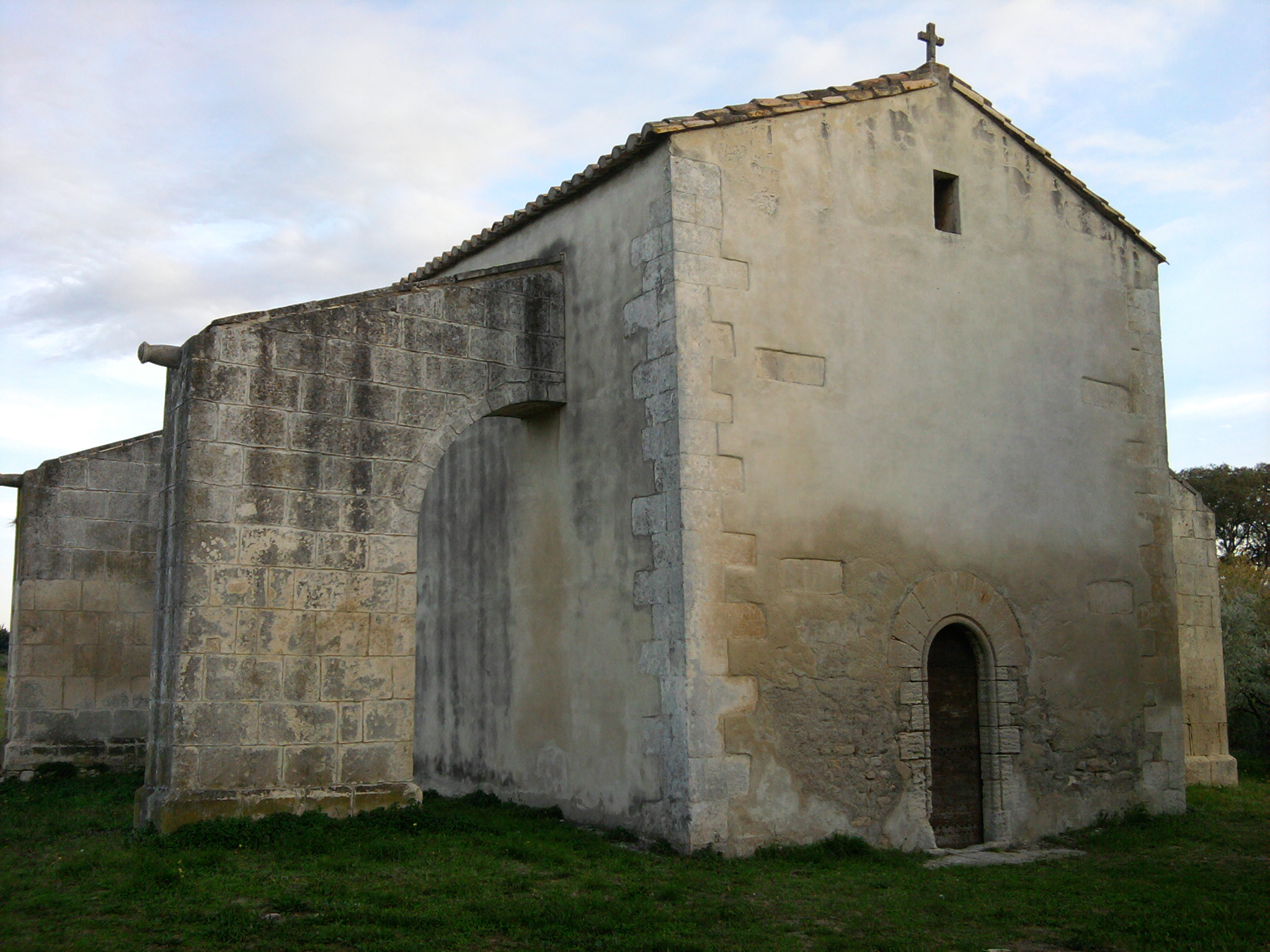
Saint-Jean-du-Grès.

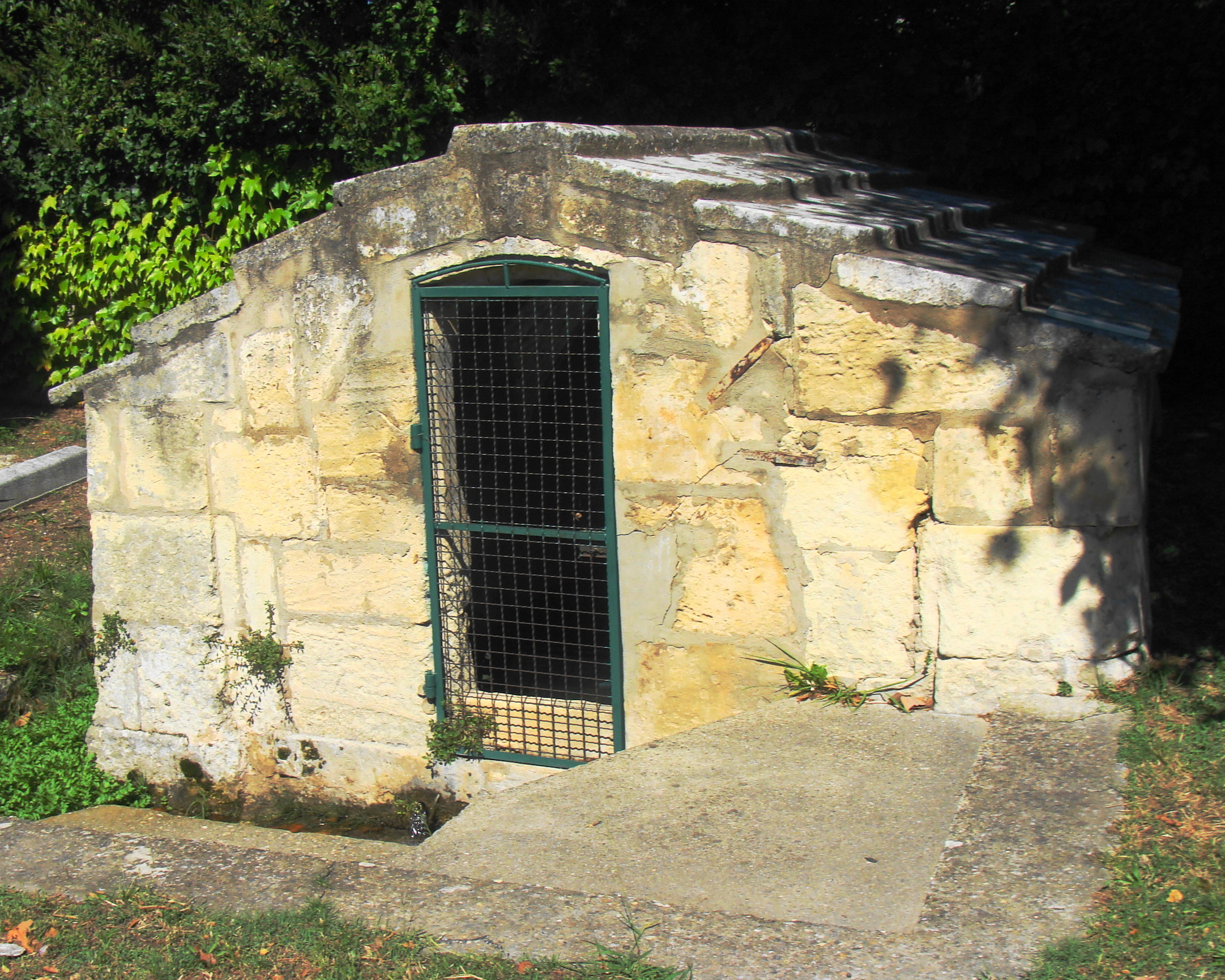
La « vieille font ».

Le premier village médiéval se situait sur la colline du Castellet où se trouve encore les ruines du castrum (XIIe siècle) et l'abside de la chapelle Sainte-Croix. Il se regroupa ensuite autour de la Fons vetus (la Font vieille). Celle-ci existe toujours et sa source couverte se trouve près de l'actuel lavoir communal.
Sa première église paroissiale fut Saint-Jean-du-Grès (XIe siècle), située en bord de la Via Aurelia, et qui dépendait de l'abbaye de Montmajour depuis 1067,. Datent de cette même époque la construction de la maison forte d'Entremont et l'installation d'une population sur le Montpaon où se retrouvent les ruines d'un village médiéval et de sa forteresse.
La tour de l'Abbé ou de Canillac fut construite en 1353. Son commanditaire était Pierre de Canillac, abbé de Montmajour et proche de la famille de Clément VI et de Grégoire XI. Le blason des Canillac se trouve toujours intact sur la croisée d'ogive de la tour.

### Renaissance
Ce fut au cours du XVe siècle que commença l'exploitation systématique des carrières de pierre de Fontvieille. Elle allait durer jusqu'à la Première Guerre mondiale. Ce fut avec cette pierre de taille que les bâtiments conventuels qui jouxtent la Tour de Canillac furent édifiés au cours du XVIe siècle. La nouvelle église paroissiale placée sous le vocable de Saint-Pierre-aux-Liens (XVIIe siècle) fut construite dans le village, elle possède un autel de marbre (XVIIIe siècle) avec cinq statuettes représentant le Christ entouré de saints,.

### Période moderne

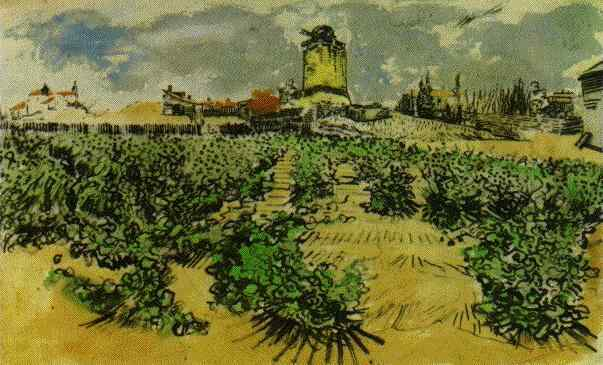
Un des nombreux moulins (le moulin de Daudet ?) entouré de vignes.
Vincent van Gogh, juillet 1888.

La commune fut créée en 1790, par déduction du territoire arlésien. Au cours de cette période elle s'enrichit de la bastide d'Estoublon XVIIIe siècle, du château de Montauban et de la Halle couverte toujours en activité (XIXe siècle).
Il existait encore une partie des marais non asséchés puisque des historiens font état d'un climat malsain dû à leur présence. L'agriculture produisait vin, huile et fourrage. Les carrières de pierres à bâtir étaient en plein rendement et les matériaux expédiés à Marseille via Arles. De là, les pierres partaient à travers tout le bassin méditerranéen. Il en fut extrait 24 000 m3 en 1830 et 55 000 m3 en 1862.
Le 28 novembre 1875, ouvre la ligne d'Arles à Fontvieille, prolongée à partir de 1887 jusqu'à Salon-de-Provence. Elle permet alors de transporter des voyageurs mais surtout des marchandises, dont des pierres de taille issues des carrières environnantes et de la bauxite.

### Période contemporaine

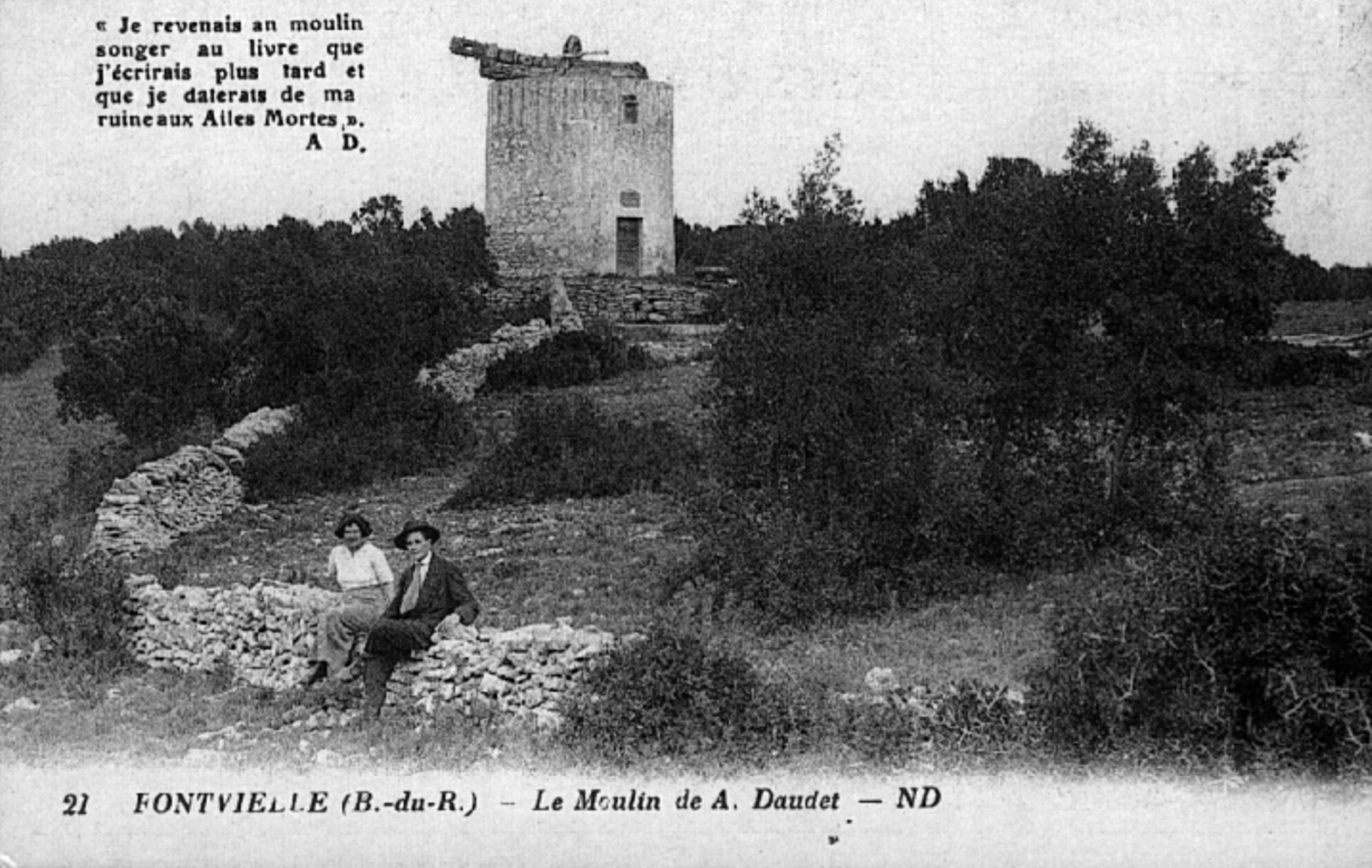
Le Moulin d'Alphonse Daudet au début du XXe siècle à Fontvieille

En 1933, la ligne d'Arles à Salon ferme son trafic voyageur. L'extraction de la bauxite, florissante jusque dans les années 1950, est ensuite abandonnée. Ainsi, en 1947, la section de Fontivieille à Salon est définitivement fermée et déferrée. Seule la section d'Arles à Fontvieille reste ouverte pour le fret et le transport militaire. Durant la décennie 2000, un train touristique, Le Train des Alpilles, circulera sur cette portion.
Actuellement quelques carrières restent en exploitation aux Taillades. Depuis la commune tire ses ressources du maraîchage et du tourisme.

### Toponymie
La forme la plus ancienne est Fonoietl, (pour Fonvielt) attestée en 1150. Ce toponyme indique une origine latine avec fons (« fontaine ») et vetula (« vieille »). Ce que confirment Font-Vièio en occitan provençal selon la norme mistralienne et Fònt-Vièlha selon la norme classique.

## Politique et administration

### Liste des maires

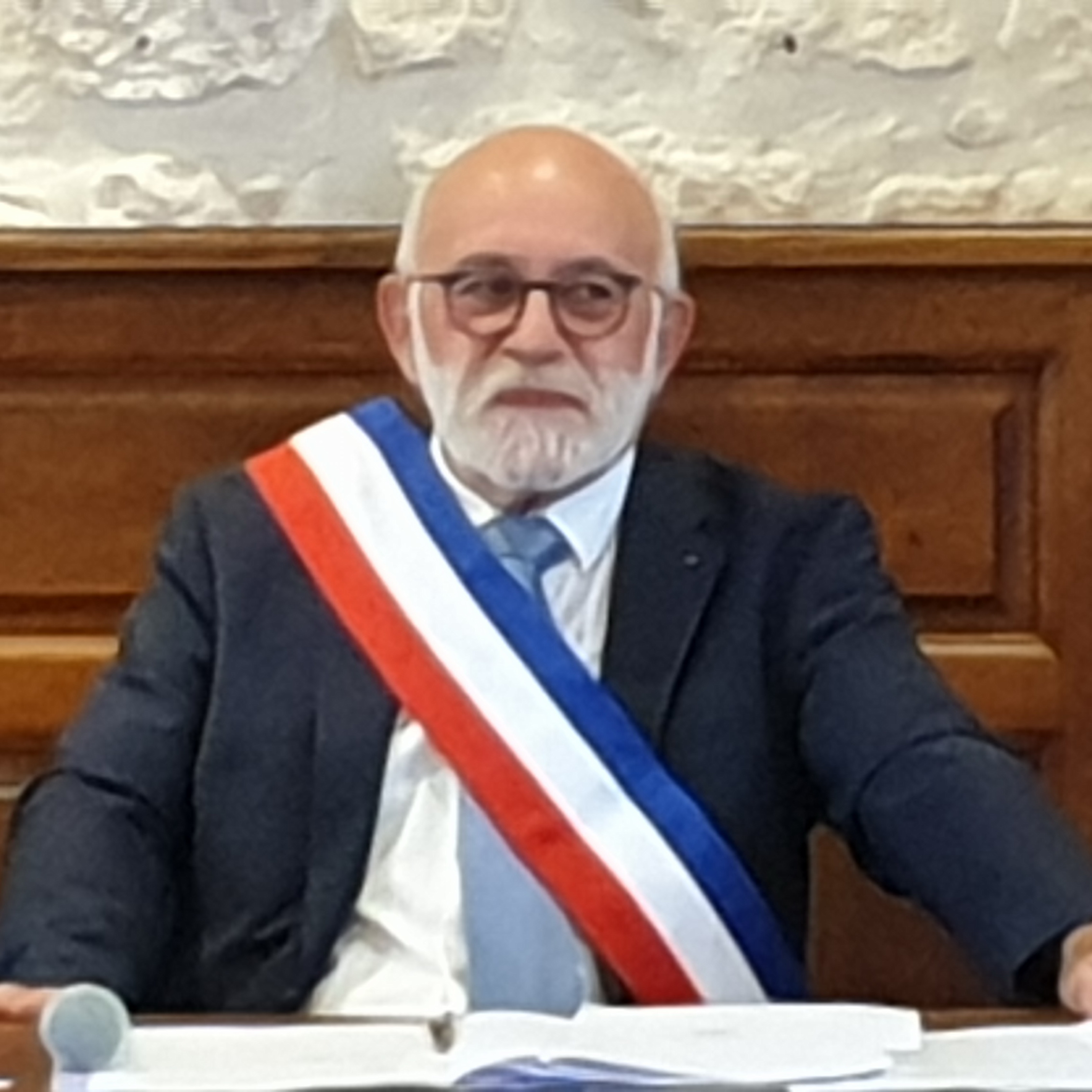
Gérard Garnier, maire de Fontvieille.

| Période                                  | Période   | Identité            | Étiquette     | Qualité                                                        |
| ---------------------------------------- | --------- | ------------------- | ------------- | -------------------------------------------------------------- |
| 1874                                     | 1874      | Jean Louis Coulange |               |                                                                |
|                                          |           |                     |               |                                                                |
| mars 1971                                | mars 1989 | Henri Bellon        |               |                                                                |
| mars 1989                                | mars 2001 | Fréderic Mison      | PS            |                                                                |
| mars 2001                                | mars 2018 | Guy Frustié         | DVD-Centriste | Retraité de la fonction publique 2e vice-président de la CCVBA |
| mars 2018                                | En cours  | Gérard Garnier      | DVG           |                                                                |
| Les données manquantes sont à compléter. |           |                     |               |                                                                |

### Intercommunalité
Fontvieille est une des dix communes de la communauté de communes Vallée des Baux-Alpilles.

### Fiscalité
| Taxe                                                | Part communale | Part départementale | Part régionale |
| --------------------------------------------------- | -------------- | ------------------- | -------------- |
| Taxe d'habitation (TH)                              | 14,14 %        | 9,19 %              | 0,00 %         |
| Taxe foncière sur les propriétés bâties (TFPB)      | 17,98 %        | 10,85 %             | 2,36 %         |
| Taxe foncière sur les propriétés non bâties (TFPNB) | 42,50 %        | 9,80 %              | 8,85 %         |
| Taxe professionnelle (TP)                           | 15,97 %*       | 7,08 %              | 3,84 %         |

- C'est l'intercommunalité qui touche la taxe professionnelle.

La part régionale de la taxe d'habitation n'est pas applicable.

### Jumelages

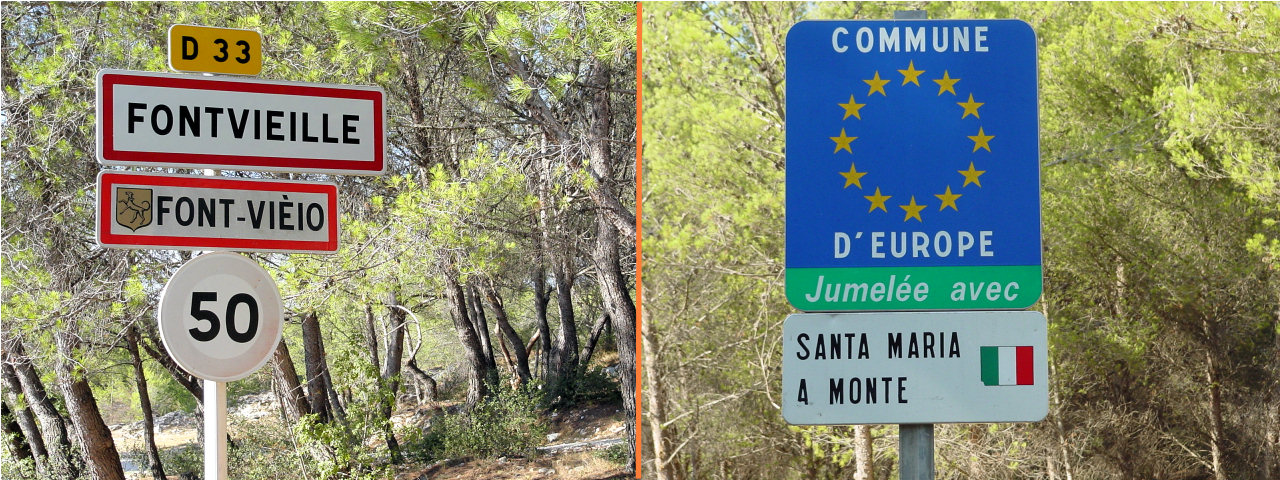
Les panneaux de Fontvieille et de son jumelage.

La commune de Fontvieille est jumelée avec la commune de  Santa Maria a Monte (Italie) depuis 1991. C'est une commune d'un peu plus d'une dizaine de milliers d'habitants située dans la province de Pise en Toscane.
 Fontvieille est également jumelée avec Beas de Segura commune Espagnole 🇪🇸 d’Andalousie depuis 2006.

## Population et société

### Démographie
L'évolution du nombre d'habitants est connue à travers les recensements de la population effectués dans la commune depuis 1793. Pour les communes de moins de 10 000 habitants, une enquête de recensement portant sur toute la population est réalisée tous les cinq ans, les populations de référence des années intermédiaires étant quant à elles estimées par interpolation ou extrapolation. Pour la commune, le premier recensement exhaustif entrant dans le cadre du nouveau dispositif a été réalisé en 2004.

En 2022, la commune comptait 3 555 habitants, en évolution de −1,63 % par rapport à 2016 (Bouches-du-Rhône : +2,48 %, France hors Mayotte : +2,11 %).
| 1793  | 1800  | 1806  | 1821  | 1831  | 1836  | 1841  | 1846  | 1851  |
| ----- | ----- | ----- | ----- | ----- | ----- | ----- | ----- | ----- |
| 1 613 | 1 900 | 1 728 | 2 044 | 2 056 | 2 165 | 2 142 | 2 402 | 2 492 |

| 1856  | 1861  | 1866  | 1872  | 1876  | 1881  | 1886  | 1891  | 1896  |
| ----- | ----- | ----- | ----- | ----- | ----- | ----- | ----- | ----- |
| 2 479 | 2 788 | 3 248 | 2 566 | 2 565 | 2 596 | 2 840 | 2 591 | 2 541 |

| 1901  | 1906  | 1911  | 1921  | 1926  | 1931  | 1936  | 1946  | 1954  |
| ----- | ----- | ----- | ----- | ----- | ----- | ----- | ----- | ----- |
| 2 515 | 2 252 | 2 104 | 2 027 | 2 057 | 2 079 | 2 079 | 2 064 | 2 244 |

| 1962  | 1968  | 1975  | 1982  | 1990  | 1999  | 2004  | 2006  | 2009  |
| ----- | ----- | ----- | ----- | ----- | ----- | ----- | ----- | ----- |
| 2 388 | 2 440 | 2 935 | 3 374 | 3 642 | 3 431 | 3 362 | 3 417 | 3 594 |

| 2014  | 2019  | 2022  | - | - | - | - | - | - |
| ----- | ----- | ----- | - | - | - | - | - | - |
| 3 619 | 3 544 | 3 555 | - | - | - | - | - | - |

## Économie

### Revenus de la population et fiscalité
En 2008, le revenu fiscal médian par ménage était de 18 808 €, ce qui plaçait Fontvieille au 9 616e rang parmi les 31 604 communes de plus de cinquante ménages en métropole.

### Agriculture
La commune a son terroir classé en AOC et produit des vins Coteaux-des-baux-en-provence. Cette AOC a été reconnue par un décret du 20 avril 1995 pour les vins rouges et rosés. D'abord classé VDQS par un arrêté du 23 janvier 1956 dans le cadre des Coteaux-d'aix-en-provence, un second décret daté du 24 décembre 1985 permit l’utilisation de la dénomination générique « Les Baux de Provence » reconnaissant l’identité spécifique de ce vignoble de la région des Baux concernant sept communes du massif des Alpilles. Sa production est de 15 500 hectolitres par an dont 75 % en rouge et 25 % en rosé.

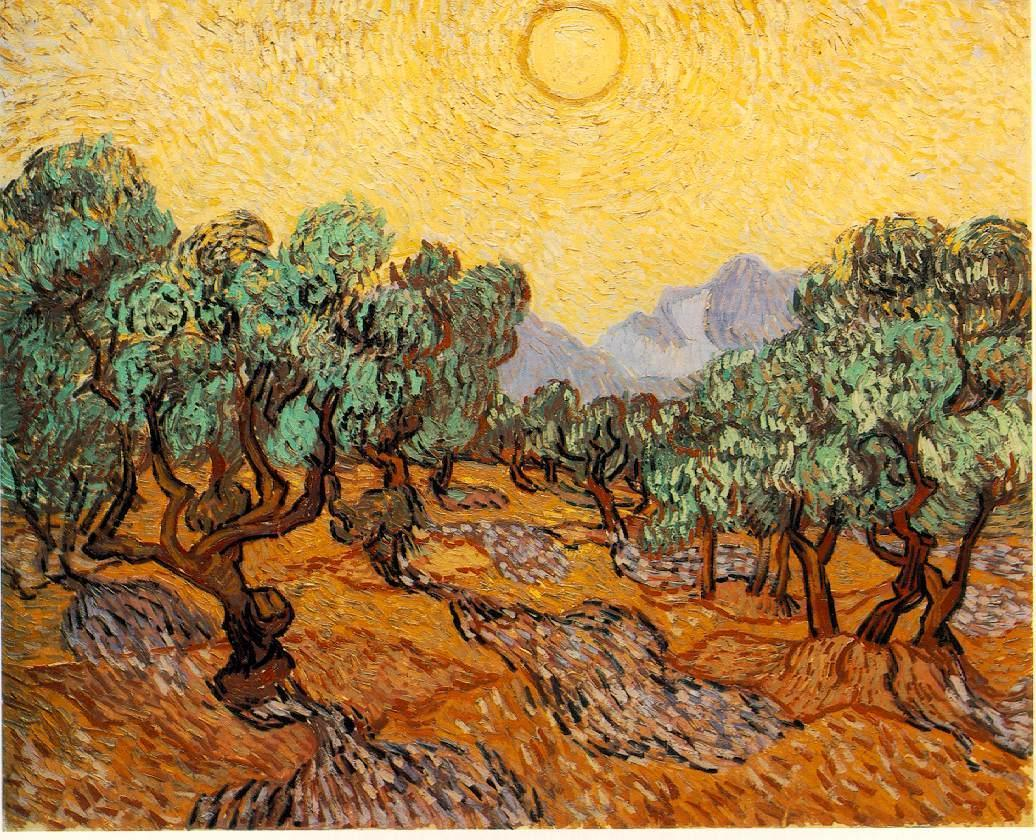
Oliviers sous soleil d'été
Vincent van Gogh, 1889.

Le vin de pays des Alpilles est un vin de pays de zone, au nord des Bouches-du-Rhône qui a vocation à labelliser, après dégustation, les vins ne pouvant postuler à l'appellation d'origine coteaux-des-baux-de-provence. Jusqu'en 2000, il portait le nom de vin de pays de la Petite Crau. La production est d'environ 6 000 hectolitres par an. Son vignoble, installé sur un plateau caillouteux, est limité, au nord, par la Durance et au sud, par les Alpilles.
La commune produit de l'huile d'olive de la vallée des Baux-de-Provence, protégée par une appellation d'origine contrôlée (AOC) depuis un décret pris par l'INAO le 27 août 1997. Les variétés d'olives qui entrent dans son élaboration sont la salonenque, la beruguette, la grossane et la verdale des Bouches-du-Rhône. Elle produit aussi des olives cassées et des olives noires qui relèvent du même décret de l'INAO. Les variétés d'olives cassées proposées à la commercialisation sont la salonenque et la beruguette. Pour les olives noires, la seule variété acceptée est la grossane,.

### Tourisme

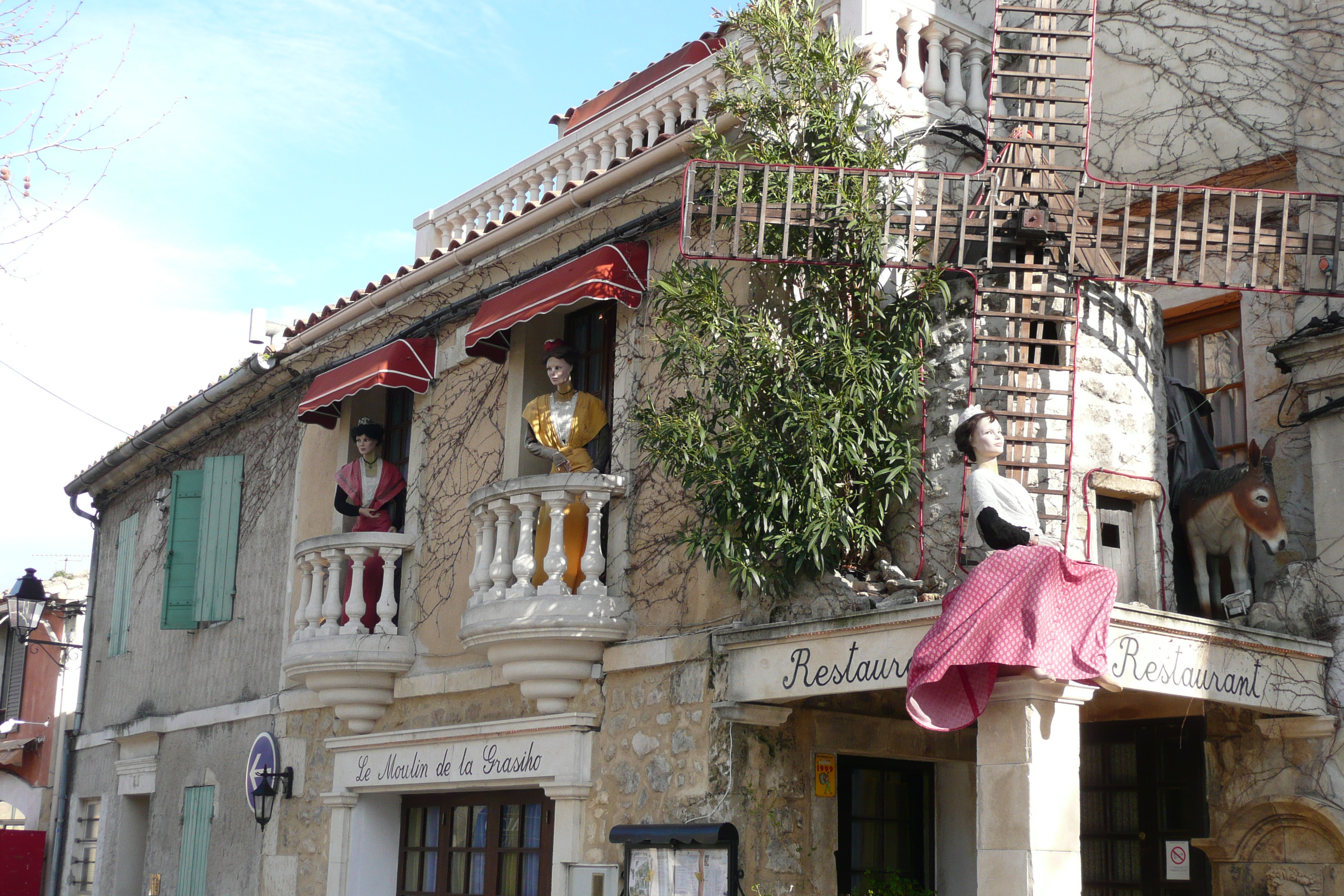
Halte touristique.

Hormis l'agriculture, l'économie la plus facilement identifiable autour du massif des Alpilles est liée au tourisme. Même les producteurs viticoles et oléicoles semblent tenir compte du développement du tourisme et de plus en plus de domaines proposent de la dégustation, voir dans certains cas de véritables cours d'initiation à l'œnologie.
On peut considérer trois principales sortes de tourisme dans les Alpilles. Tout d'abord, le tourisme historique et culturel qui s'appuie sur un patrimoine riche (les Baux-de-Provence, Glanum, etc.) ou sur des festivals. Ensuite, le tourisme détente qui se traduit par un important développement des chambres d'hôtes, de l'hôtellerie et de la location saisonnière, par une concentration importante de piscines et par des animations comme des marchés provençaux. Enfin, le tourisme vert qui profite des nombreux chemins de randonnées et du cadre protégé qu'offrent le massif et ses environs.

## Vie locale

### Enseignement
La commune possède une crèche, une école maternelle et une école primaire, tandis que collèges et lycées les plus proches sont ceux de la commune voisine d'Arles.

### Santé
La commune bénéficie de nombreux services médicaux tels que des cabinets de docteurs, de dentistes, d'infirmiers, de diététicien ainsi que d'une pharmacie. Les hôpitaux les plus proches sont les centres hospitaliers d'Arles et de Tarascon, à moins de dix kilomètres.

### Sports
On trouve sur la commune divers équipements et associations permettant la pratique du sport : deux centres équestres, quatre courts de tennis municipaux, un stade de football, un dojo de judo et de karaté, un terrain de ball-trap, un terrain de paintball se trouvant dans les anciennes carrières de pierre ou encore un club de vélo de route et de VTT.
Les sports traditionnels ont aussi leur place avec la présence d'arènes taurines, d'un boulodrome et d'un club de pétanque. Il existe aussi un groupe folklorique perpétuant notamment les danses provençales.

### Cultes

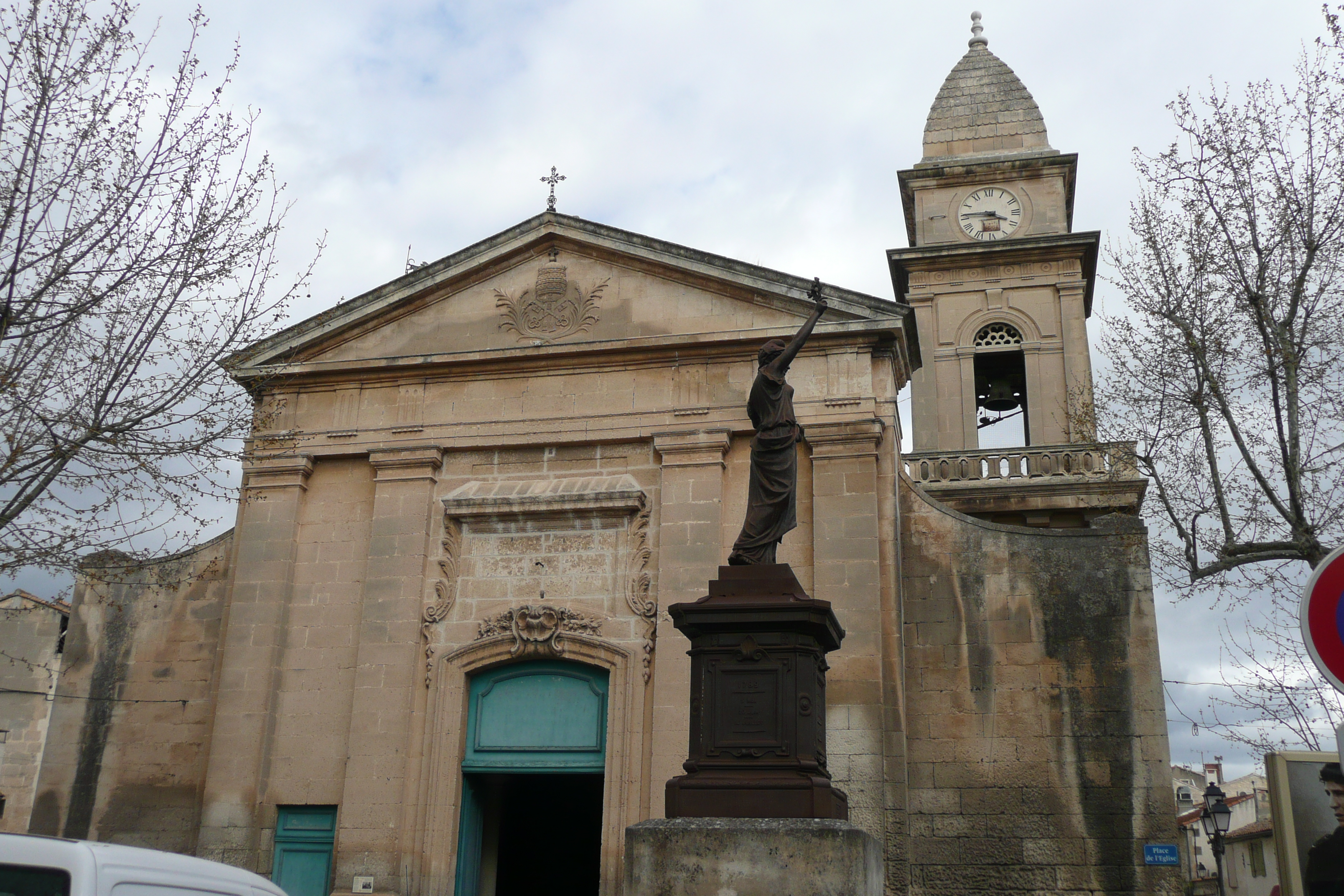
Église Saint-Pierre-ès-Liens à Fontvieille.

Culte catholique à l'église paroissiale de Saint-Pierre-ès-Liens

### Environnement
Le traitement des déchets des ménages et déchets assimilés est assuré dans le cadre des missions de la communauté de communes Vallée des Baux-Alpilles.

## Culture et patrimoine

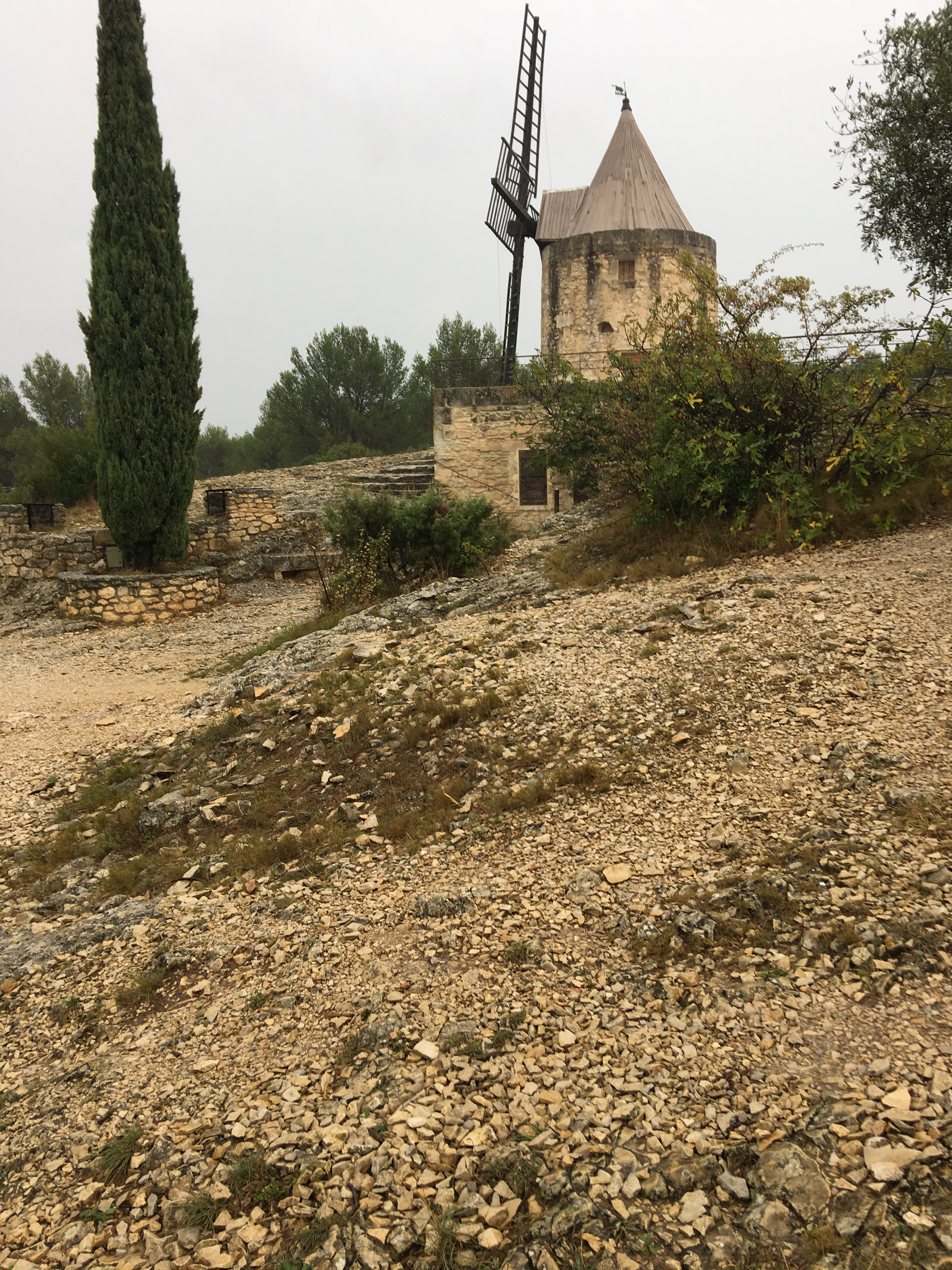
Le moulin de Daudet
(vue actuelle, octobre 2018).

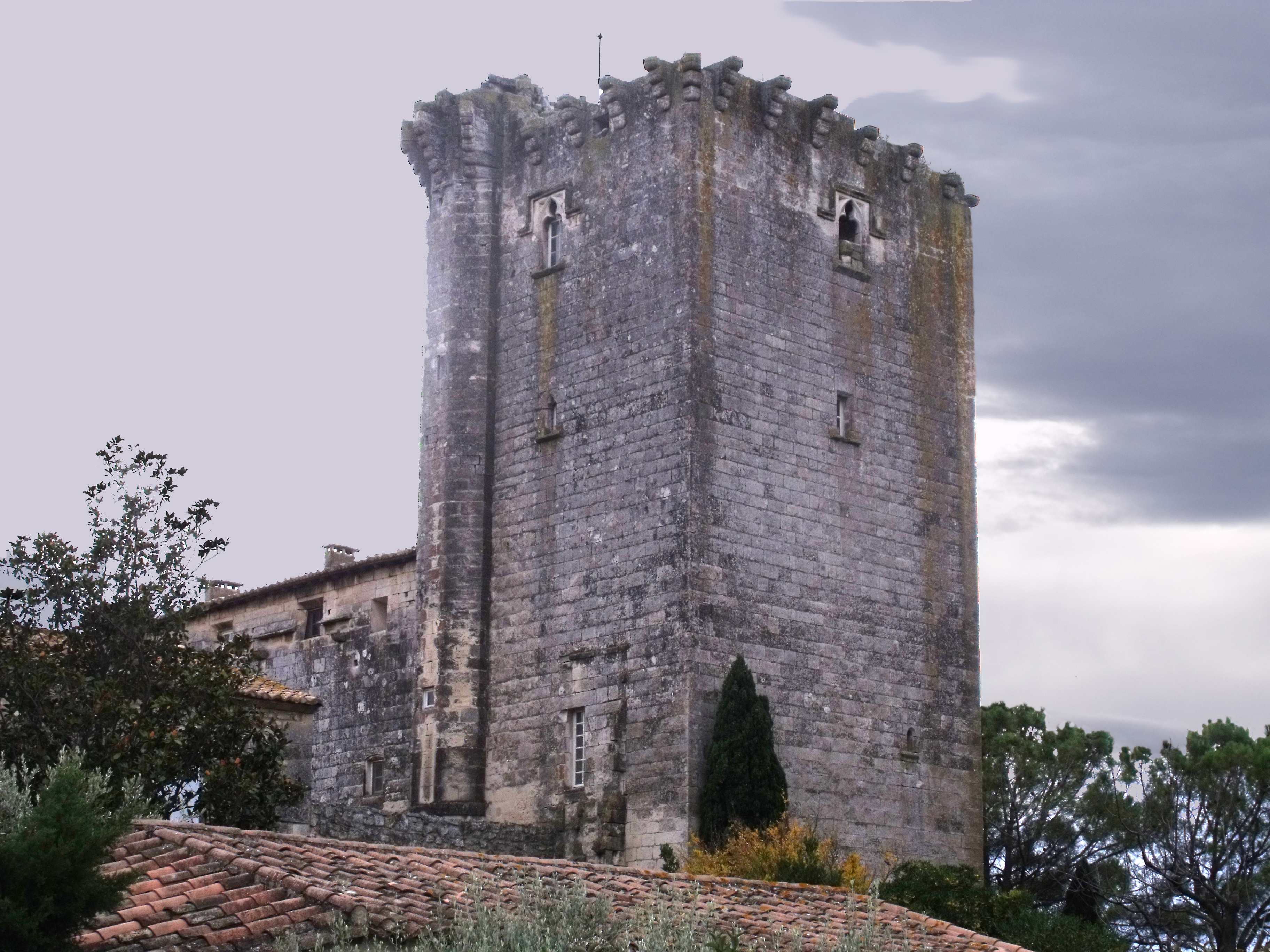
La tour des Abbés (XIIe siècle).

- Le moulin Saint-Pierre (ou Moulin Ribet), dit moulin d'Alphonse Daudet, sur une hauteur entourant le village. Ce moulin, construit en 1814, est le moulin à vent le plus connu de Fontvieille. Il est aussi un des derniers à avoir cessé de tourner, en 1915. Contrairement à la légende locale, Daudet ne l'a jamais habité, même s'il a écrit sur ce bâtiment : « Une ruine ce moulin ; un débris croulant de pierres et de vieilles planches, qu'on n'avait pas mis au vent depuis des années et qui gisait, inutile comme un poète, alors que tout autour sur la côte la meunerie prospérait et virait à toutes ailes. ». En bas du moulin, au sous-sol du bâtiment, se trouve un petit musée en hommage à l'écrivain provençal. Sur la même colline on peut voir d'autres moulins qui font partie du groupe des moulins de Rome (moulin Sourdon, moulin Ramet, moulin Tissot-Avon), dont le premier fut construit en 1791.

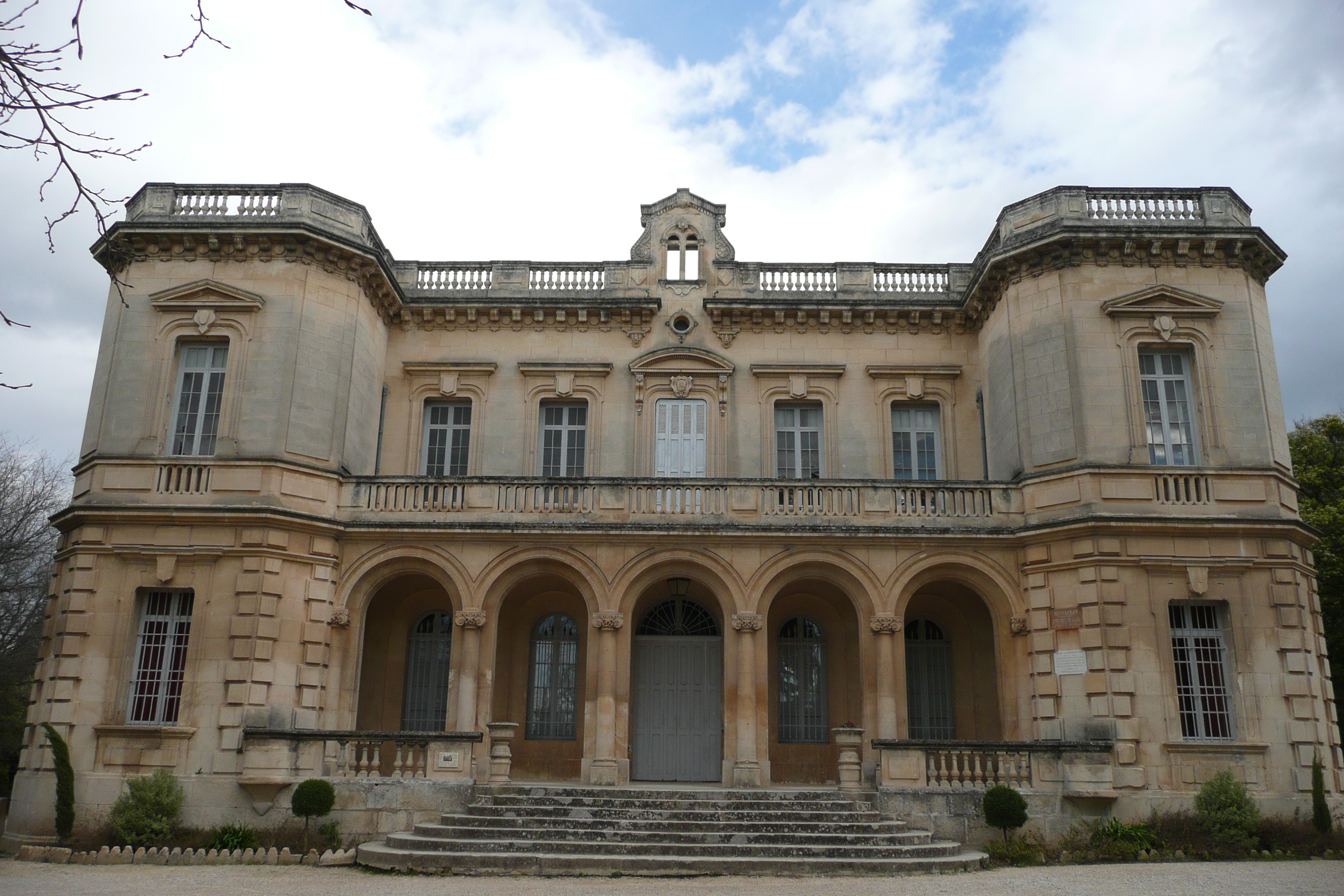
Château Montauban.

- Le château de Montauban où Alphonse Daudet a souvent séjourné, se trouve à près d'un kilomètre du moulin Daudet, et fait partie du "Parcours Daudet", promenade touristique qui touche aussi les quatre moulins et le petit musée. Le Château de Montauban a également appartenu entre 1930 et 1945 à Jean des Vallières, écrivain et cinéaste.
- Le château d'Estoublon, situé au nord-est du bourg.
- Aqueduc et moulins de Barbegal, complexe romain de meunerie hydraulique au sud du bourg.
- La tour de Canillac, érigée sur ordre de Pierre de Canillac abbé de Montmajour pour se protéger du seigneur des Baux.
- Fontaine au cœur du village.
- Habitat troglodytique au lieu-dit le Planet.
- La chapelle Saint-Jean-du-Grès, au nord du bourg. Elle se trouve au pied des Alpilles et fut l'église paroissiale du village médiéval. Elle remplit cette fonction jusqu'en 1670. C'est un édifice à nef unique éclairé par trois fenêtres sur sa partie méridionale. On y pénétrait par une porte en plein cintre. L'abside semi-circulaire est couverte d'un cul-de-four Le pilastre nord porte une plaque dédicatoire rappelant que ce lieu de culte a été consacré à « Saint Jean Baptiste l'Évangéliste » (sic) aux calendes de juin. Aucune date n'est notifiée, mais son écriture mêlant onciales et capitales romaines la font remonter au XIe siècle[49].
- Église Saint-Pierre-ès-Liens de Fontvieille.
- Autel de la patrie de Fontvieille.

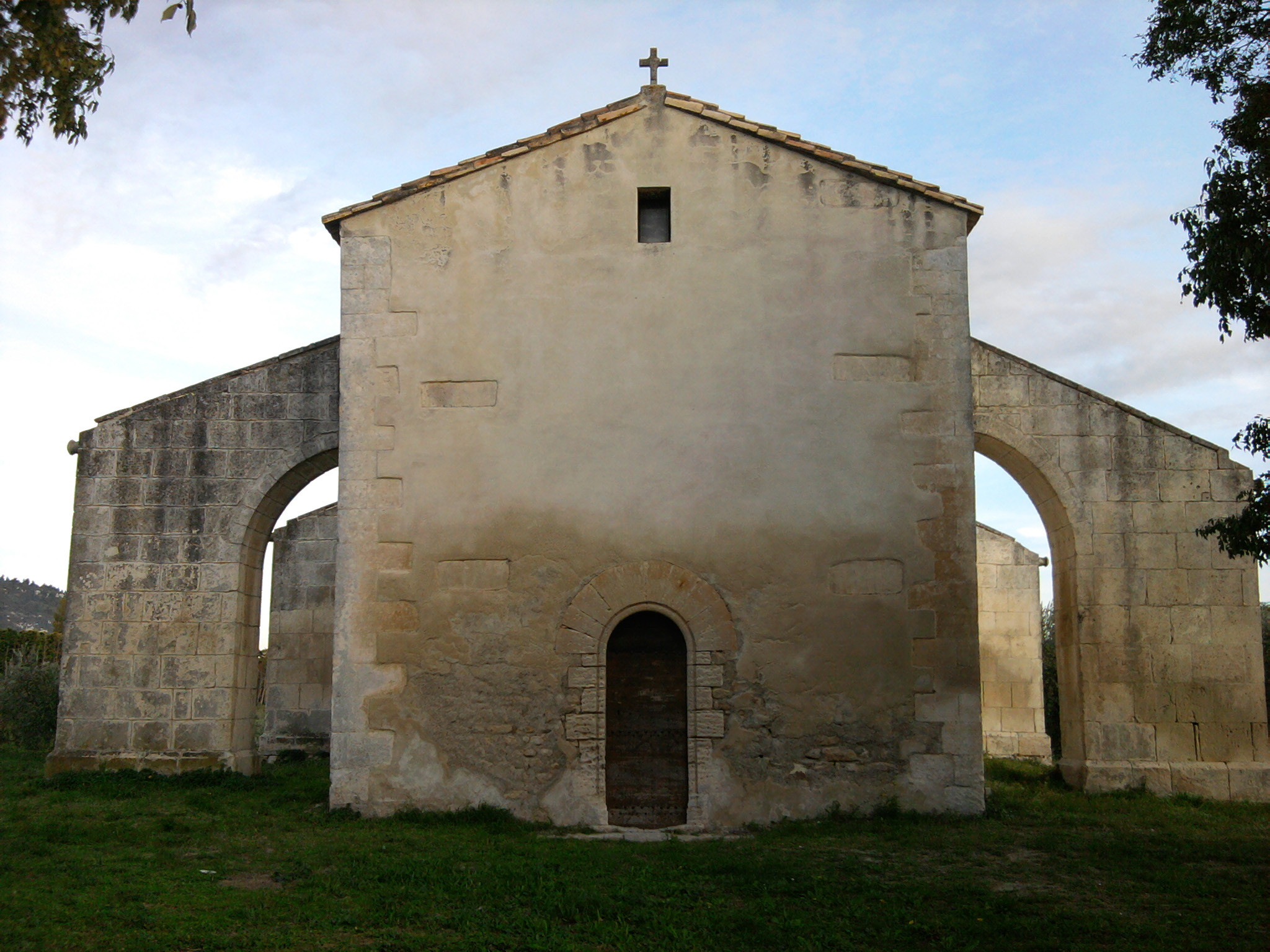
La chapelle Saint-Jean.
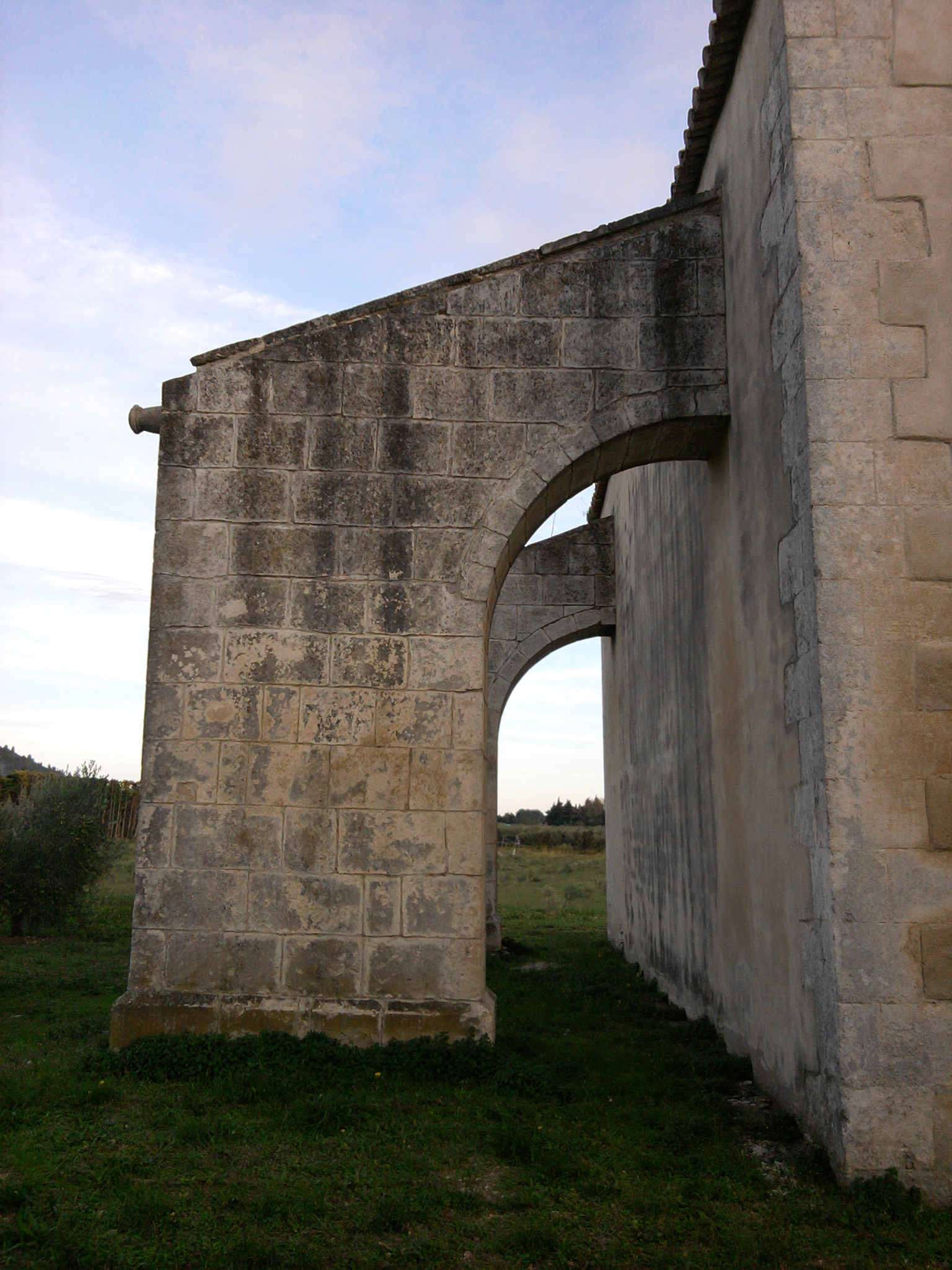
Ses puissants contreforts.
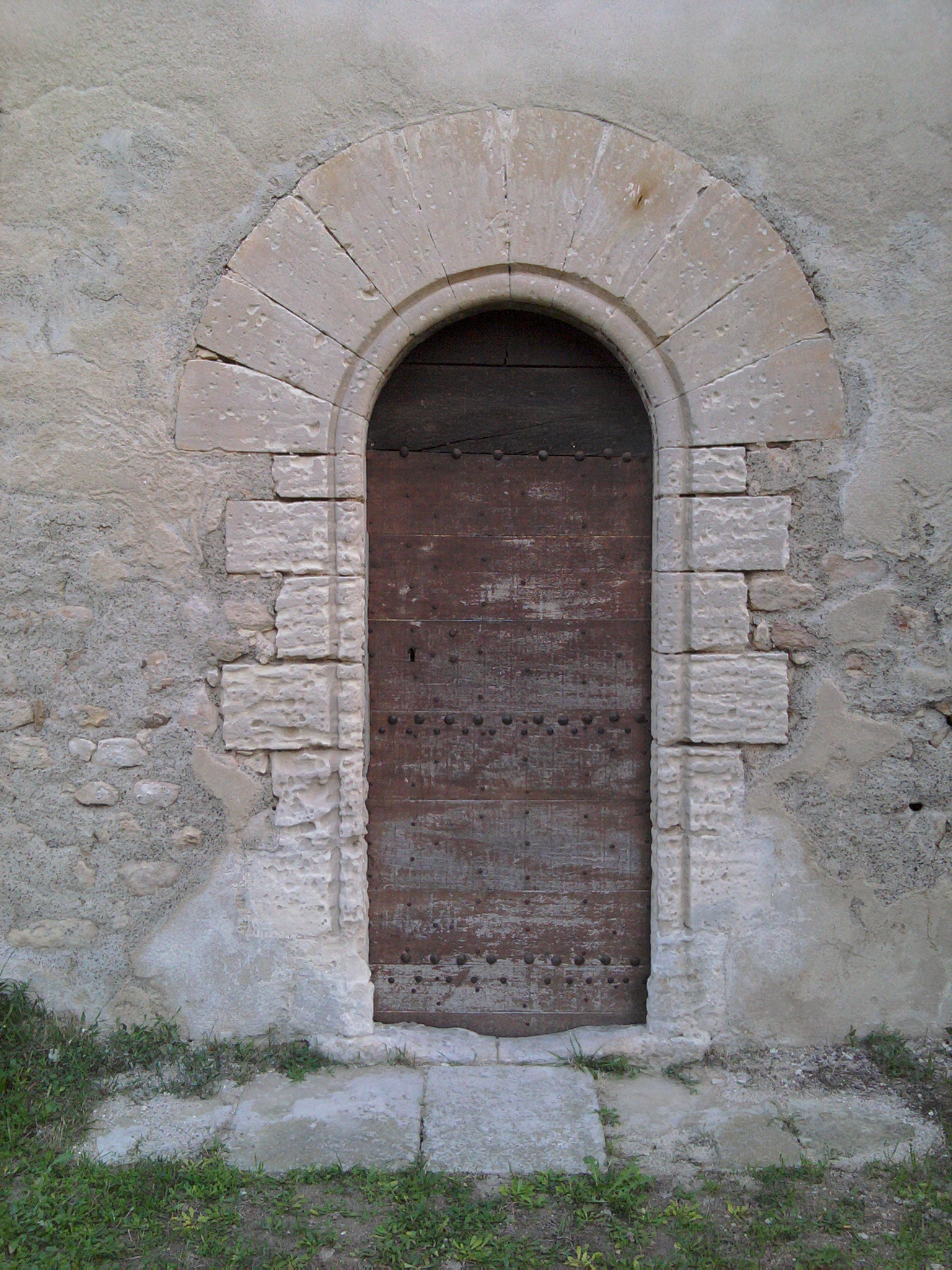
La porte en plein cintre.
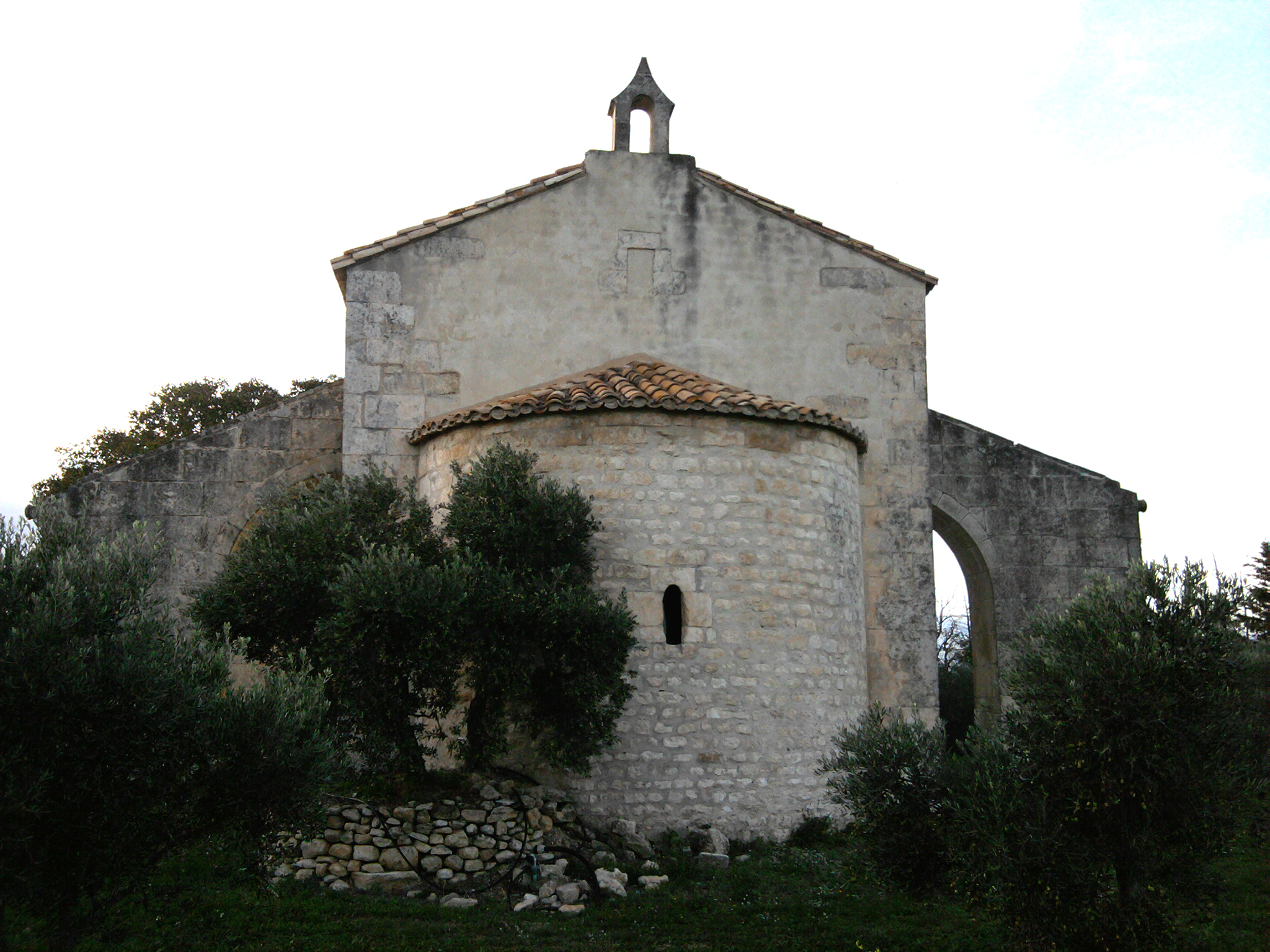
L'abside semi-circulaire.

### Personnalités liées à la commune
- L'écrivain Alphonse Daudet (1840–1897) venait chaque année se reposer à Fontvieille, au château de Montauban. Dans la première partie de son œuvre Lettres de mon moulin, il fait semblant d'avoir acheté un des nombreux moulins se trouvant à Fontvieille et d'y avoir vécu pour un certain temps. Mais cela ne correspond pas à la réalité des faits. Depuis, un de ces moulins, appelé Moulin Saint-Pierre, porte le nom de l'auteur.
- Le peintre Léo Lelée a vécu aussi à Fontvieille, on peut visiter une exposition permanente dans le vieux village.
- L'écrivain Jean des Vallières (et son fils Hervé des Vallières), auteur notamment d'ouvrages sur la Provence et créateur avec Léo Lelée de la Société des amis des moulins d'Alphonse Daudet, a séjourné (entre 1930 et 1944) en son château de Montauban.
- Jean-Baptiste Aubert (1731-1816), archevêque d'Aix.
- Le journaliste Yvan Audouard, né à Saïgon et vivant à Arles, avait une maison dans le village de Fontvieille. La nouvelle école primaire porte son nom.
- Louis Gros (1873-1963), homme politique.
- Manolo Falomir, raseteur.
- Guy Renne (1925-1990), artiste peintre. Une rue porte son nom.

### Héraldique
| Armes de Fontvieille | Les armes peuvent se blasonner ainsi : D'or au lévrier rampant de sable colleté du champ. |